# Tomek i przyjaciele

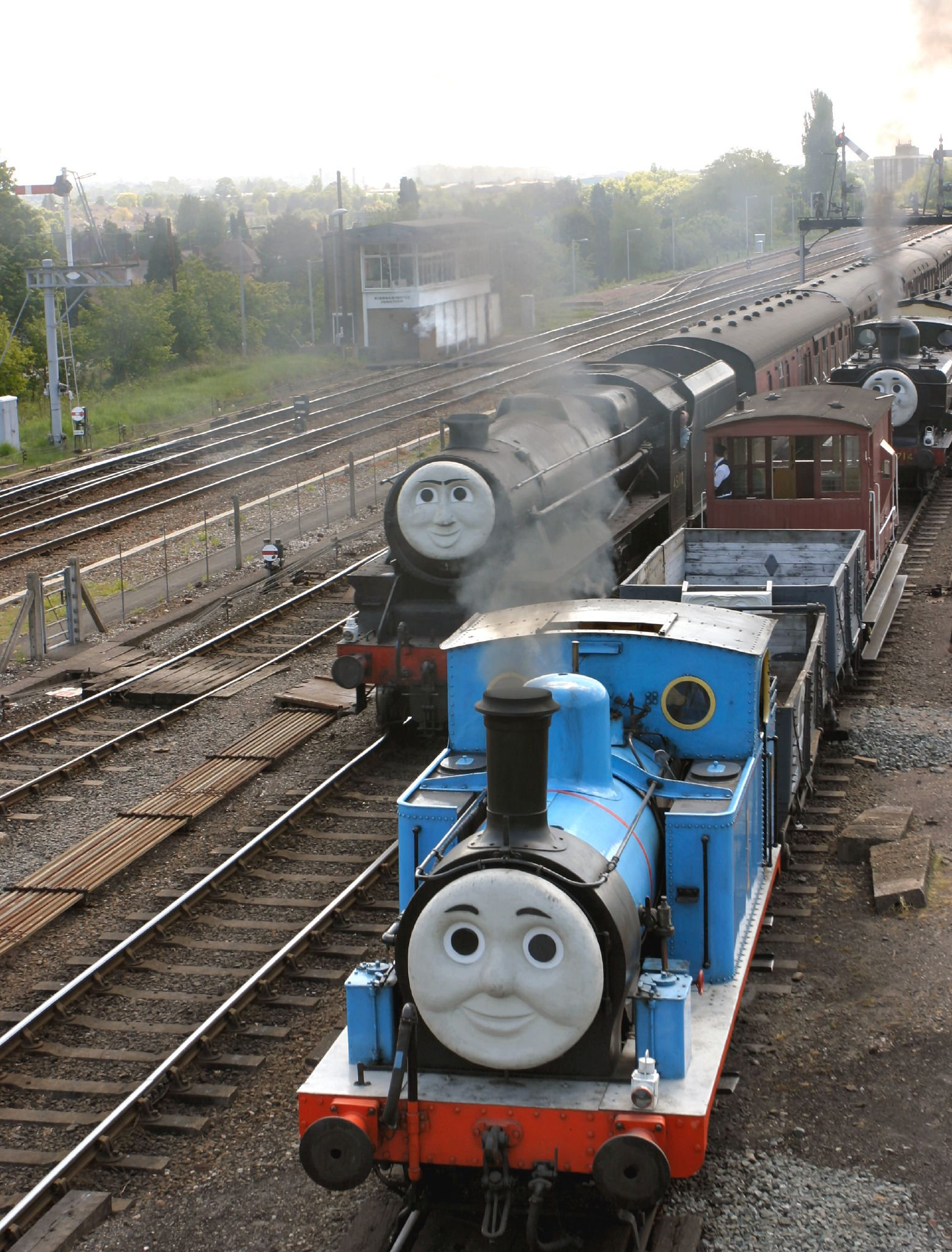

Tomek i przyjaciele, dawniej Parowóz Tomek i jego przyjaciele (ang. Thomas the Tank Engine and Friends (serie 1–6) oraz Thomas and Friends (od serii 7)) – animowany serial telewizyjny oparty na serii książeczek dla dzieci The Railway Series, napisanych przez Wilberta Awdry’ego. Emitowany z przerwami od 1984. W Polsce dawniej TVP3 wyemitował serie 1–5, TVP1 serię 11, a TVP ABC serie 13–16. Obecnie Polsat JimJam emituje serie 18–19 (dawniej 1–11), MiniMini+ serie 17–23 (dawniej serie 8–10), CBeebies serie 11, 12 i 14. Serial składa się obecnie z 586 odcinków podzielonych na 24 serii. Serie 1–12 zostały zrealizowane na taśmie 35 mm przy pomocy specjalnej kamery, która filmowała zdalnie sterowane modele lokomotyw i wagonów, wykonane w skali 1. Modele mają wymienne (choć nieruchome) „twarze”, co umożliwia pokazanie ich mimiki, a także ruchome (również zdalnie sterowane) oczy. Powstało również trzynaście filmów pełnometrażowych, które począwszy od filmu Bohater torów są animowane komputerowo.

## Fabuła
Akcja serialu toczy się we wszystkich latach XX wieku(z wyjątkiem lat 70) na fikcyjnej wyspie Sodor, która znajduje się w pobliżu wybrzeża Wielkiej Brytanii. Na całej wyspie funkcjonuje kolej kierowana przez Pana Szyneczkę nazywanego przez lokomotywy Grubym Zawiadowcą. Na kolei pracują lokomotywy parowe, spalinowe i wąskotorowe. Pracują także pojazdy drogowe, statki wodne, statki powietrzne, a nawet dźwigi oraz żurawie. Głównymi bohaterami serialu są Tomek (ang. Thomas), Edek (ang. Edward), Henio (ang. Henry), Gabryś (ang. Gordon), Kuba (ang. James), Piotruś (Piotrek; ang. Percy), Tobik (ang. Toby), Emilka (ang. Emily), dwie bliźniacze lokomotywy Donald i Darek (ang. Donald and Douglas) oraz Wielkie Zachodnie Lokomotywy Kaczor (Kaczorek; ang. Duck) i Olek (ang. Oliver). Lokomotywy zawsze starają się dobrze wykonywać swoją pracę i są dumne, gdy zawiadowca nazywa je "naprawdę użytecznymi".

## Produkcja

### Telewizyjna produkcja
| Seria | Seria    | Rok produkcji | Liczba odcinków |
| ----- | -------- | ------------- | --------------- |
|       | Seria 1  | 1984          | 26              |
|       | Seria 2  | 1986          | 26              |
|       | Seria 3  | 1991          | 26              |
|       | Seria 4  | 1994          | 26              |
|       | Seria 5  | 1998          | 26              |
|       | Seria 6  | 2002          | 26              |
|       | Seria 7  | 2003          | 26              |
|       | Seria 8  | 2004          | 26              |
|       | Seria 9  | 2005          | 26              |
|       | Seria 10 | 2006          | 28              |
|       | Seria 11 | 2007          | 26              |
|       | Seria 12 | 2008          | 20              |
|       | Seria 13 | 2009          | 20              |
|       | Seria 14 | 2010          | 20              |
|       | Seria 15 | 2011          | 20              |
|       | Seria 16 | 2012          | 20              |
|       | Seria 17 | 2013          | 26              |
|       | Seria 18 | 2014          | 26              |
|       | Seria 19 | 2015          | 26              |
|       | Seria 20 | 2016          | 28              |
|       | Seria 21 | 2017          | 18              |
|       | Seria 22 | 2018          | 26              |
|       | Seria 23 | 2019          | 23              |
|       | Seria 24 | 2020          | 23              |
|       |          |               |                 |

### Filmy pełnometrażowe i miniserie
|  | Jak lokomotywy uratowały lotnisko (ang. Calling All Engines)            | 2005 | —  |  |  |  |  |
|  |                                                                         |      |    |  |  |  |  |
|  | Wydawnictwo DVD – On Site with Thomas                                   | 2006 | 13 |  |  |  |  |
|  |                                                                         |      |    |  |  |  |  |
|  | Wielkie odkrycie (ang. The Great Discovery)                             | 2008 | —  |  |  |  |  |
|  |                                                                         |      |    |  |  |  |  |
|  | Bohater torów (ang. Hero of the Rails)                                  | 2009 | —  |  |  |  |  |
|  |                                                                         |      |    |  |  |  |  |
|  | Przygoda na Wyspie Mgieł (ang. Misty Island Rescue)                     | 2010 | —  |  |  |  |  |
|  |                                                                         |      |    |  |  |  |  |
|  | Dzień diesli (ang. Day of the Diesels)                                  | 2011 | —  |  |  |  |  |
|  |                                                                         |      |    |  |  |  |  |
|  | Tajemnica Niebieskiej Góry (ang. Blue Mountain Mystery)                 | 2012 | —  |  |  |  |  |
|  |                                                                         |      |    |  |  |  |  |
|  | Tajemnica zaginionej korony (ang. King of the Railway)                  | 2013 | —  |  |  |  |  |
|  |                                                                         |      |    |  |  |  |  |
|  | Opowieść o odwadze (ang. Tale of the Brave)                             | 2014 | —  |  |  |  |  |
|  |                                                                         |      |    |  |  |  |  |
|  | Przygoda się zaczyna (ang. The Adventure Begins)                        | 2015 | —  |  |  |  |  |
|  |                                                                         |      |    |  |  |  |  |
|  | Legenda o zaginionym skarbie (ang. Sodor's Legend of the Lost Treasure) | 2015 | —  |  |  |  |  |
|  |                                                                         |      |    |  |  |  |  |
|  | Wielki wyścig (ang. The Great Race)                                     | 2016 | —  |  |  |  |  |
|  |                                                                         |      |    |  |  |  |  |
|  | Podróż poza wyspę Sodor (ang. Journey Beyond Sodor)                     | 2017 | —  |  |  |  |  |
|  |                                                                         |      |    |  |  |  |  |
|  | Wielki świat! Wielkie przygody! (ang. Big World! Big Adventures!)       | 2018 | —  |  |  |  |  |
|  |                                                                         |      |    |  |  |  |  |
|  | Wykopaliska i odkrycia (ang. Digs and Discoveries)                      | 2019 | —  |  |  |  |  |

## W innych językach
| język        | tytuł                                                    |
| ------------ | -------------------------------------------------------- |
| Japoński     | きかんしゃトーマス (Kikansha Tōmasu)                     |
| Chiński      | 火車頭日記.                                              |
| Niderlandzki | Thomas de Stoomlocomotief                                |
| Tajwański    | 湯瑪士小火車                                             |
| Koreański    | 관차 마스와 친구                                         |
| Angielski    | Thomas the Tank Engine and Friends / Thomas and Friends  |
| Niemiecki    | Thomas, die kleine Lokomotive / Thomas und Seine Freunde |
| Norweski     | Lokomotivet Thomas / Thomas og Vennene Hans              |
| Szwedzki     | Thomas och Vännerna                                      |
| Fiński       | Tuomas Veturi                                            |
| Duński       | Thomas og Vennerne                                       |
| Francuski    | Thomas le petit train/Thomas et ses Amis                 |
| Polski       | Tomek i Przyjaciele                                      |
| Czeski       | Lokomotiva Tomáš                                         |
| Rumuński     | Locomotiva Thomas si Prietenii Sai                       |
| Grecki       | Τόμας το Τρενάκι                                         |
| Włoski       | Il trenino Thomas                                        |
| Hiszpański   | Thomas y sus amigos                                      |
| Portugalski  | Thomas e os seus amigos                                  |
| Rosyjski     | Томас и его друзья                                       |

## Spis odcinków

### Seria pierwsza (1984)
| Nr                    | Polski tytuł (Oficjalny tytuł) / Polski tytuł (Wersja z TVP3 Kraków) | Angielski tytuł                |
| --------------------- | -------------------------------------------------------------------- | ------------------------------ |
|                       |                                                                      |                                |
| SERIA PIERWSZA (1984) |                                                                      |                                |
|                       |                                                                      |                                |
| 001                   | Tomek i Gabryś                                                       | Thomas and Gordon              |
|                       |                                                                      |                                |
| 002                   | Edek i Gabryś                                                        | Edward and Gordon              |
|                       |                                                                      |                                |
| 003                   | Smutna historia Henia                                                | The Sad Story of Henry         |
|                       |                                                                      |                                |
| 004                   | Edek, Gabryś i Henio                                                 | Edward, Gordon and Henry       |
|                       |                                                                      |                                |
| 005                   | Pociąg Tomka                                                         | Thomas' Train                  |
|                       |                                                                      |                                |
| 006                   | Tomek i wagony                                                       | Thomas and the Trucks          |
|                       |                                                                      |                                |
| 007                   | Tomek i wagon ratunkowy                                              | Thomas and the Breakdown Train |
|                       |                                                                      |                                |
| 008                   | Kuba i wagony                                                        | James and the Coaches          |
|                       |                                                                      |                                |
| 009                   | Kłopotliwe wagony                                                    | Troublesome Trucks             |
|                       |                                                                      |                                |
| 010                   | Kuba i ekspres                                                       | James and the Express          |
|                       |                                                                      |                                |
| 011                   | Tomek i konduktor                                                    | Thomas and the Guard           |
|                       |                                                                      |                                |
| 012                   | Tomek jedzie na ryby                                                 | Thomas Goes Fishing            |
|                       |                                                                      |                                |
| 013                   | Tomek, Tymcio i śnieg                                                | Thomas, Terence and the Snow   |
|                       |                                                                      |                                |
| 014                   | Tomek i Bercia                                                       | Thomas and Bertie              |
|                       |                                                                      |                                |
| 015                   | Parowozy i obrotnice                                                 | Tenders and Turntables         |
|                       |                                                                      |                                |
| 016                   | Kłopoty w hangarze                                                   | Trouble in the Shed            |
|                       |                                                                      |                                |
| 017                   | Piotruś ucieka                                                       | Percy Runs Away                |
|                       |                                                                      |                                |
| 018                   | Węgiel                                                               | Coal                           |
|                       |                                                                      |                                |
| 019                   | Latający Pikling                                                     | The Flying Kipper              |
|                       |                                                                      |                                |
| 020                   | Gwizdanie i kichanie                                                 | Whistles and Sneezes           |
|                       |                                                                      |                                |
| 021                   | Tobik i gruby dżentelmen                                             | Toby and the Stout Gentleman   |
|                       |                                                                      |                                |
| 022                   | Kłopoty Tomka                                                        | Thomas in Trouble              |
|                       |                                                                      |                                |
| 023                   | Brudne pojazdy                                                       | Dirty Objects                  |
|                       |                                                                      |                                |
| 024                   | Wykolejenie / Wypadek                                                | Off the Rails                  |
|                       |                                                                      |                                |
| 025                   | W kopalni                                                            | Down the Mine                  |
|                       |                                                                      |                                |
| 026                   | Świąteczne przyjęcie Tomka                                           | Thomas' Christmas Party        |
|                       |                                                                      |                                |

### Seria druga (1986)
| Nr                 | Polski tytuł (Oficjalny tytuł) / Polski tytuł (Wersja z TVP3 Kraków) | Angielski tytuł                       |
| ------------------ | -------------------------------------------------------------------- | ------------------------------------- |
|                    |                                                                      |                                       |
| SERIA DRUGA (1986) |                                                                      |                                       |
|                    |                                                                      |                                       |
| 027                | Tomek, Piotruś i węgiel                                              | Thomas, Percy and the Coal            |
|                    |                                                                      |                                       |
| 028                | Krowy                                                                | Cows                                  |
|                    |                                                                      |                                       |
| 029                | Pościg Berci/ Berta goni Edwarda                                     | Bertie's Chase                        |
|                    |                                                                      |                                       |
| 030                | Ocalony ze złomu                                                     | Saved from Scrap                      |
|                    |                                                                      |                                       |
| 031                | Stare żelastwo                                                       | Old Iron                              |
|                    |                                                                      |                                       |
| 032                | Tomek i Tadek                                                        | Thomas and Trevor                     |
|                    |                                                                      |                                       |
| 033                | Piotruś i semafor                                                    | Percy and the Signal                  |
|                    |                                                                      |                                       |
| 034                | Jak Kaczor sobie poradził                                            | Duck Takes Charge                     |
|                    |                                                                      |                                       |
| 035                | Piotruś i Harold                                                     | Percy and Harold                      |
|                    |                                                                      |                                       |
| 036                | Ucieczka / W pogoni za Tomkiem                                       | The Runaway                           |
|                    |                                                                      |                                       |
| 037                | Kąpiel Piotrusia                                                     | Percy Takes the Plunge                |
|                    |                                                                      |                                       |
| 038                | Samochwała Diesel                                                    | Pop Goes the Diesel                   |
|                    |                                                                      |                                       |
| 039                | Brudna robota                                                        | Dirty Work                            |
|                    |                                                                      |                                       |
| 040                | O mały włos / Rehabilitacja                                          | A Close Shave                         |
|                    |                                                                      |                                       |
| 041                | Lepiej późno niż wcale                                               | Better Late Than Never                |
|                    |                                                                      |                                       |
| 042                | Wagon służbowy / Bliźniacy                                           | Breakvan                              |
|                    |                                                                      |                                       |
| 043                | Delegacja                                                            | The Deputation                        |
|                    |                                                                      |                                       |
| 044                | Tomek wpada na śniadanie / O tym jak Tomek przyjechał na śniadanie   | Thomas Comes to Breakfast             |
|                    |                                                                      |                                       |
| 045                | Dorotka                                                              | Daisy                                 |
|                    |                                                                      |                                       |
| 046                | Kłopotliwe położenie Piotrusia                                       | Percy's Predicament                   |
|                    |                                                                      |                                       |
| 047                | Chorobowóz                                                           | The Diseasel                          |
|                    |                                                                      |                                       |
| 048                | Nie tędy droga                                                       | Wrong Road                            |
|                    |                                                                      |                                       |
| 049                | Wyczyn Edka                                                          | Edward's Exploit                      |
|                    |                                                                      |                                       |
| 050                | Duch pociągu / Pociąg widmo                                          | Ghost Train                           |
|                    |                                                                      |                                       |
| 051                | Puchaty miś                                                          | Woolly Bear                           |
|                    |                                                                      |                                       |
| 052                | Tomek i zaginiona choinka                                            | Thomas and the Missing Christmas Tree |
|                    |                                                                      |                                       |

### Seria trzecia (1991)
| Nr                   | Polski tytuł (Oficjalny tytuł) / Polski tytuł (Wersja z TVP3 Kraków) | Angielski tytuł                            |
| -------------------- | -------------------------------------------------------------------- | ------------------------------------------ |
|                      |                                                                      |                                            |
| SERIA TRZECIA (1991) |                                                                      |                                            |
|                      |                                                                      |                                            |
| 053                  | Szalik dla Piotrusia                                                 | A Scarf for Percy                          |
|                      |                                                                      |                                            |
| 054                  | Obietnica Piotrusia                                                  | Percy's Promise                            |
|                      |                                                                      |                                            |
| 055                  | Kłopoty                                                              | Time for Trouble                           |
|                      |                                                                      |                                            |
| 056                  | Gabryś i gwiazdor                                                    | Gordon and the Famous Visitor              |
|                      |                                                                      |                                            |
| 057                  | Kaczka Donalda                                                       | Donald's Duck                              |
|                      |                                                                      |                                            |
| 058                  | Tomek wypada z szyn                                                  | Thomas Gets Bumped                         |
|                      |                                                                      |                                            |
| 059                  | Tomek, Piotruś i smok                                                | Thomas, Percy and the Dragon               |
|                      |                                                                      |                                            |
| 060                  | Powrót Diesla                                                        | Diesel Does it Again                       |
|                      |                                                                      |                                            |
| 061                  | Las Henia                                                            | Henry's Forest                             |
|                      |                                                                      |                                            |
| 062                  | Błotne kłopoty                                                       | The Trouble with Mud                       |
|                      |                                                                      |                                            |
| 063                  | Niegrzeczny Kuba                                                     | No Joke for James                          |
|                      |                                                                      |                                            |
| 064                  | Tomek, Piotruś i pociąg pocztowy                                     | Thomas, Percy and the Post Train           |
|                      |                                                                      |                                            |
| 065                  | Zaufajcie Tomkowi / Czy można polegać na Tomku?                      | Trust Thomas                               |
|                      |                                                                      |                                            |
| 066                  | Marta                                                                | Mavis                                      |
|                      |                                                                      |                                            |
| 067                  | Jazda po linie Tobika                                                | Toby's Tightrope                           |
|                      |                                                                      |                                            |
| 068                  | Edek, Tadek i przyjęcie                                              | Edward, Trevor and the Really Useful Party |
|                      |                                                                      |                                            |
| 069                  | Pszczoły                                                             | Buzz Buzz                                  |
|                      |                                                                      |                                            |
| 070                  | Morze                                                                | All at Sea                                 |
|                      |                                                                      |                                            |
| 071                  | Zakręceni                                                            | One Good Turn                              |
|                      |                                                                      |                                            |
| 072                  | Wagony z węglem                                                      | Tender Engines                             |
|                      |                                                                      |                                            |
| 073                  | Ucieczka                                                             | Escape                                     |
|                      |                                                                      |                                            |
| 074                  | Lekcja dla Olka                                                      | Oliver Owns Up                             |
|                      |                                                                      |                                            |
| 075                  | Smrodek                                                              | Bulgy                                      |
|                      |                                                                      |                                            |
| 076                  | Bohaterowie                                                          | Heroes                                     |
|                      |                                                                      |                                            |
| 077                  | Piotruś, Kuba i owocny dzień                                         | Percy, James and the Fruitful Day          |
|                      |                                                                      |                                            |
| 078                  | Tomek, Piotruś i świąteczna przygoda                                 | Thomas and Percy's Christmas Adventure     |
|                      |                                                                      |                                            |

### Seria czwarta (1995)
| Nr                   | Polski tytuł (Oficjalny tytuł) / Polski tytuł (Wersja z TVP3 Kraków) | Angielski tytuł                    |
| -------------------- | -------------------------------------------------------------------- | ---------------------------------- |
|                      |                                                                      |                                    |
| SERIA CZWARTA (1995) |                                                                      |                                    |
|                      |                                                                      |                                    |
| 079                  | Dziadek                                                              | Granpuff                           |
|                      |                                                                      |                                    |
| 080                  | Śpiąca królewna / Gdzie jest dziadek?                                | Sleeping Beauty                    |
|                      |                                                                      |                                    |
| 081                  | Buldog                                                               | Bulldog                            |
|                      |                                                                      |                                    |
| 082                  | Ze mną nie wygrasz                                                   | You Can't Win                      |
|                      |                                                                      |                                    |
| 083                  | Cztery małe lokomotywy                                               | Four Little Engines                |
|                      |                                                                      |                                    |
| 084                  | Zły dzień pana Handla                                                | A Bad Day for Sir Handel           |
|                      |                                                                      |                                    |
| 085                  | Piotruś Sam i pani ekspedientka                                      | Peter Sam and the Refreshment Lady |
|                      |                                                                      |                                    |
| 086                  | Wagony                                                               | Trucks                             |
|                      |                                                                      |                                    |
| 087                  | Nareszcie w domu                                                     | Home at Last                       |
|                      |                                                                      |                                    |
| 088                  | Tańczący Damian                                                      | Rock 'n' Roll                      |
|                      |                                                                      |                                    |
| 089                  | Specjalny komin                                                      | Special Funnel                     |
|                      |                                                                      |                                    |
| 090                  | Walec / Walec parowy                                                 | Steam Roller                       |
|                      |                                                                      |                                    |
| 091                  | Pasażerowie i polerowanie                                            | Passengers and Polish              |
|                      |                                                                      |                                    |
| 092                  | Stary wielki parowóz                                                 | Gallant Old Engine                 |
|                      |                                                                      |                                    |
| 093                  | Rudik ratownik                                                       | Rusty to the Rescue                |
|                      |                                                                      |                                    |
| 094                  | Tomek i Sebcio                                                       | Thomas and Stepney                 |
|                      |                                                                      |                                    |
| 095                  | Koniec zabawy                                                        | Train Stops Play                   |
|                      |                                                                      |                                    |
| 096                  | Zepsuta lokomotywa                                                   | Bowled Out                         |
|                      |                                                                      |                                    |
| 097                  | Henio i słoń                                                         | Henry and the Elephant             |
|                      |                                                                      |                                    |
| 098                  | Pomysł Anatola / Wagon Toad                                          | Toad Stands By                     |
|                      |                                                                      |                                    |
| 099                  | Bycze oczy / Oczy byka                                               | Bulls Eyes                         |
|                      |                                                                      |                                    |
| 100                  | Tomek i specjalny list / Tomek i ważny list                          | Thomas and the Special Letter      |
|                      |                                                                      |                                    |
| 101                  | Królewska farba                                                      | Paint Pots And Queens              |
|                      |                                                                      |                                    |
| 102                  | Ryby                                                                 | Fish                               |
|                      |                                                                      |                                    |
| 103                  | Specjalna atrakcja / Nadzwyczajna atrakcja                           | Special Attraction                 |
|                      |                                                                      |                                    |
| 104                  | Uwaga, rower! / Uwaga na rower                                       | Mind that Bike                     |
|                      |                                                                      |                                    |

### Seria piąta (1998)
| Nr                 | Polski tytuł (Oficjalny tytuł) / Polski tytuł (Wersja z TVP3 Kraków) | Angielski tytuł                  |
| ------------------ | -------------------------------------------------------------------- | -------------------------------- |
|                    |                                                                      |                                  |
| SERIA PIĄTA (1998) |                                                                      |                                  |
|                    |                                                                      |                                  |
| 105                | Robaczki Karolka                                                     | Cranky Bugs                      |
|                    |                                                                      |                                  |
| 106                | Straszna ciężarówka \ Te okropne ciężarówki                          | Horrid Lorry                     |
|                    |                                                                      |                                  |
| 107                | Lepszy widok dla Gabrysia                                            | A Better View for Gordon         |
|                    |                                                                      |                                  |
| 108                | Urodziny żony Grubego Zawiadowcy / Urodziny pani Hatt                | Lady Hatt's Birthday Party       |
|                    |                                                                      |                                  |
| 109                | Kuba i kłopoty z drzewami                                            | James and the Trouble with Trees |
|                    |                                                                      |                                  |
| 110                | Gabryś i chochlik / Gordon i chochliki                               | Gordon and the Gremlins          |
|                    |                                                                      |                                  |
| 111                | Żegnaj, Grzegorzu!                                                   | Bye George!                      |
|                    |                                                                      |                                  |
| 112                | Baran / Bee!                                                         | Baa!                             |
|                    |                                                                      |                                  |
| 113                | Zawalony Piotruś                                                     | Put Upon Percy                   |
|                    |                                                                      |                                  |
| 114                | Tobik i powódź                                                       | Toby and the Flood               |
|                    |                                                                      |                                  |
| 115                | Nawiedzony Henio / Duchy                                             | Haunted Henry                    |
|                    |                                                                      |                                  |
| 116                | Kłopoty wieku dziecięcego                                            | Double Teething Troubles         |
|                    |                                                                      |                                  |
| 117                | Zagubiony Stefcio                                                    | Stepney Gets Lost                |
|                    |                                                                      |                                  |
| 118                | Odkrycie Tobika                                                      | Toby's Discovery                 |
|                    |                                                                      |                                  |
| 119                | Coś w powietrzu                                                      | Something in the Air             |
|                    |                                                                      |                                  |
| 120                | Tomek, Piotruś i stary wolny wagon                                   | Thomas, Percy and Old Slow Coach |
|                    |                                                                      |                                  |
| 121                | Tomek i plotki                                                       | Thomas and the Rumours           |
|                    |                                                                      |                                  |
| 122                | Odkrycie Olka                                                        | Oliver's Find                    |
|                    |                                                                      |                                  |
| 123                | Żyli długo i szczęśliwie                                             | Happy Ever After                 |
|                    |                                                                      |                                  |
| 124                | Wakacje Grubego Zawiadowcy                                           | Sir Tophan Hatt's Holiday        |
|                    |                                                                      |                                  |
| 125                | Niespodzianka dla Piotrusia                                          | A Surprise for Percy             |
|                    |                                                                      |                                  |
| 126                | Radość                                                               | Make Someone Happy               |
|                    |                                                                      |                                  |
| 127                | Cała wstecz / Jazda tyłem                                            | Busy Going Backwards             |
|                    |                                                                      |                                  |
| 128                | Przestraszony Damian                                                 | Duncan Gets Spooked              |
|                    |                                                                      |                                  |
| 129                | Rudik i głaz                                                         | Rusty and the Boulder            |
|                    |                                                                      |                                  |
| 130                | Śnieg                                                                | Snow                             |
|                    |                                                                      |                                  |

### Film pełnometrażowy (2000)
| Nr                         | Polski tytuł | Premiera | Angielski tytuł                                                    | Premiera      |
| -------------------------- | ------------ | -------- | ------------------------------------------------------------------ | ------------- |
|                            |              |          |                                                                    |               |
| FILM PEŁNOMETRAŻOWY (2000) |              |          |                                                                    |               |
|                            |              |          |                                                                    |               |
| F01                        |              |          | Thomas the Tank Engine and Friends – Thomas and the Magic Railroad | 15 lipca 2000 |
|                            |              |          |                                                                    |               |

### Seria szósta (2002)
| Nr                  | Polski tytuł                        | Angielski tytuł / Amerykański tytuł |
| ------------------- | ----------------------------------- | ----------------------------------- |
|                     |                                     |                                     |
| SERIA SZÓSTA (2002) |                                     |                                     |
|                     |                                     |                                     |
| 131                 | Sekret Sylwka                       | Salty's Secret                      |
|                     |                                     |                                     |
| 132                 | Hubcio na ratunek                   | Harvey to the rescue                |
|                     |                                     |                                     |
| 133                 | Bezsenność Karolka                  | No Sleep for Cranky                 |
|                     |                                     |                                     |
| 134                 | Zły dzień Harolda                   | A Bad Day for Harold the Helicopter |
|                     |                                     |                                     |
| 135                 | Ela – zabytkowa ciężarówka          | Elizabeth the Vintage Lorry         |
|                     |                                     |                                     |
| 136                 | Sygnałowy                           | The Fogman                          |
|                     |                                     |                                     |
| 137                 | Jacek jedzie do pracy               | Jack Jumps In                       |
|                     |                                     |                                     |
| 138                 | Przyjaciel w potrzebie              | A Friend in Need                    |
|                     |                                     |                                     |
| 139                 | To tylko śnieg                      | It's Only Snow                      |
|                     |                                     |                                     |
| 140                 | Podwójne kłopoty                    | Twin Trouble                        |
|                     |                                     |                                     |
| 141                 | Najsilniejsza lokomotywa na świecie | The World's Strongest Engine        |
|                     |                                     |                                     |
| 142                 | Straszne lokomotywy                 | Scaredy Engines                     |
|                     |                                     |                                     |
| 143                 | Piotruś i nawiedzona kopalnia       | Percy and the Haunted Mine          |
|                     |                                     |                                     |
| 144                 | Środkowa lokomotywa                 | Middle Engine                       |
|                     |                                     |                                     |
| 145                 | Kuba i czerwony balon               | James and the Red Balloon           |
|                     |                                     |                                     |
| 146                 | Dziadek Mróz                        | Jack Frost                          |
|                     |                                     |                                     |
| 147                 | Gabryś dostaje nauczkę              | Gordon Takes a Tumble               |
|                     |                                     |                                     |
| 148                 | Czekoladowa przekąska Piotrusia     | Percy's Chocolate Crunch            |
|                     |                                     |                                     |
| 149                 | Odbojnikowy problem                 | Buffer Bother                       |
|                     |                                     |                                     |
| 150                 | Tobik i małe owieczki               | Toby Had a Little Lamb              |
|                     |                                     |                                     |
| 151                 | Tomek, Piotruś i pisk               | Thomas, Percy and the Squeak        |
|                     |                                     |                                     |
| 152                 | Tomek – odrzutowa lokomotywa        | Thomas the Jet Engine               |
|                     |                                     |                                     |
| 153                 | Bardzo użyteczny Edek               | Edward the Very Useful Engine       |
|                     |                                     |                                     |
| 154                 | Niedobry Damian                     | Dunkin' Duncan                      |
|                     |                                     |                                     |
| 155                 | Rudik przybywa na ratunek           | Rusty Saves the Day                 |
|                     |                                     |                                     |
| 156                 | Zepsute gwizdki                     | Faulty Whistles                     |
|                     |                                     |                                     |

### Seria siódma (2003)
| Nr                  | Polski tytuł                     | Angielski tytuł / Amerykański tytuł  |
| ------------------- | -------------------------------- | ------------------------------------ |
|                     |                                  |                                      |
| SERIA SIÓDMA (2003) |                                  |                                      |
|                     |                                  |                                      |
| 157                 | Nowe wagony Emilki               | Emily's New Coaches                  |
|                     |                                  |                                      |
| 158                 | Słuchajcie Piotrusia             | Percy Gets it Right                  |
|                     |                                  |                                      |
| 159                 | Wiluś, Benio i Franek            | Bill, Ben and Fergus                 |
|                     |                                  |                                      |
| 160                 | Stary most                       | The Old Bridge                       |
|                     |                                  |                                      |
| 161                 | Orkiestra Edka                   | Edward's Brass Band                  |
|                     |                                  |                                      |
| 162                 | Co z Heniem?                     | What's the Matter with Henry?        |
|                     |                                  |                                      |
| 163                 | Kuba i królowa Sodor             | James and the Queen of Sodor         |
|                     |                                  |                                      |
| 164                 | Herbaciarnia pani ekspedientki   | The Refreshment Lady's Tea Shop      |
|                     |                                  |                                      |
| 165                 | Nieposzlakowana opinia           | The Spotless Record                  |
|                     |                                  |                                      |
| 166                 | Młyn Tobika                      | Toby's Windmill                      |
|                     |                                  |                                      |
| 167                 | Zły dzień na zamku               | Bad Day at Castle Loch               |
|                     |                                  |                                      |
| 168                 | Radek i kolejka górska           | Rheneas and the Roller Coaster       |
|                     |                                  |                                      |
| 169                 | Sztormowa opowieść Sylwka        | Salty's Stormy Tale                  |
|                     |                                  |                                      |
| 170                 | Śnieżna lokomotywa               | Snow Engine / Oliver the Snow Engine |
|                     |                                  |                                      |
| 171                 | Zapach ryb                       | Something Fishy                      |
|                     |                                  |                                      |
| 172                 | Słoń uciekinier                  | The Runaway Elephant                 |
|                     |                                  |                                      |
| 173                 | Cisza i spokój                   | Peace and Quiet                      |
|                     |                                  |                                      |
| 174                 | Franek łamie reguły              | Fergus Breaks the Rules              |
|                     |                                  |                                      |
| 175                 | Przejażdżka Smrodka              | Bulgy Rides Again                    |
|                     |                                  |                                      |
| 176                 | Harold i latający koń            | Harold and the Flying Horse          |
|                     |                                  |                                      |
| 177                 | Uroczyste otwarcie               | The Grand Opening                    |
|                     |                                  |                                      |
| 178                 | Najlepiej udekorowana lokomotywa | Best Dressed Engine                  |
|                     |                                  |                                      |
| 179                 | Gabryś i Szymek                  | Gordon and Spencer                   |
|                     |                                  |                                      |
| 180                 | Świąteczne wypieki               | Not So Hasty Puddings                |
|                     |                                  |                                      |
| 181                 | Wierzcie Rudikowi                | Trusty Rusty                         |
|                     |                                  |                                      |
| 182                 | Potrójne brawa dla Tomka         | Three Cheers for Thomas              |
|                     |                                  |                                      |

### Seria ósma (2004)
| Nr                | Polski tytuł                  | Angielski tytuł                  |
| ----------------- | ----------------------------- | -------------------------------- |
|                   |                               |                                  |
| SERIA ÓSMA (2004) |                               |                                  |
|                   |                               |                                  |
| 183               | Tomek i tuba                  | Thomas and the Tuba              |
|                   |                               |                                  |
| 184               | Nowy gwizdek Piotrka          | Percy's New Whistle              |
|                   |                               |                                  |
| 185               | Tomek przybywa na ratunek     | Thomas to the Rescue             |
|                   |                               |                                  |
| 186               | Henio i drzewo życzeń         | Henry and the Wishing Tree       |
|                   |                               |                                  |
| 187               | Nowe ubranko Kuby             | James Gets a New Coat            |
|                   |                               |                                  |
| 188               | Tomek śpieszy na ratunek      | Thomas Saves the Day             |
|                   |                               |                                  |
| 189               | Wielka pomyłka Piotrka        | Percy's Big Mistake              |
|                   |                               |                                  |
| 190               | Tomek, Emilka i pług śnieżny  | Thomas, Emily and the Snowplough |
|                   |                               |                                  |
| 191               | Nie mówcie Tomkowi            | Don't Tell Thomas                |
|                   |                               |                                  |
| 192               | Nowa trasa Emilki             | Emily's New Route                |
|                   |                               |                                  |
| 193               | Tomek i pokaz sztucznych ogni | Thomas and the Firework Display  |
|                   |                               |                                  |
| 194               | Gabryś rządzi                 | Gordon Takes Charge              |
|                   |                               |                                  |
| 195               | Na tip-top                    | Spic and Span                    |
|                   |                               |                                  |
| 196               | Edek Wielki                   | Edward the Great                 |
|                   |                               |                                  |
| 197               | Głośna podróż Gabrysia        | Squeak, Rattle and Roll          |
|                   |                               |                                  |
| 198               | Tomek i cyrk                  | Thomas and the Circus            |
|                   |                               |                                  |
| 199               | Tomek dobrze się spisuje      | Thomas Gets It Right             |
|                   |                               |                                  |
| 200               | Dorównać Gabrysiowi           | As Good as Gordon                |
|                   |                               |                                  |
| 201               | Ryby                          | Fish                             |
|                   |                               |                                  |
| 202               | Przygoda Emilki               | Emily's Adventure                |
|                   |                               |                                  |
| 203               | Halloween                     | Halloween                        |
|                   |                               |                                  |
| 204               | Dasz radę, Tobiku!            | You Can Do It, Toby!             |
|                   |                               |                                  |
| 205               | Kuba dostaje nauczkę          | James Goes Too Far               |
|                   |                               |                                  |
| 206               | Kurczaki do szkoły            | Chickens to School               |
|                   |                               |                                  |
| 207               | Zbyt gorąco dla Tomka         | Too Hot for Thomas               |
|                   |                               |                                  |
| 208               | Piotrek i magiczny dywan      | Percy and the Magic Carpet       |
|                   |                               |                                  |

### Film pełnometrażowy (2005)
| Nr                         | Polski tytuł                                            | Premiera           | Angielski tytuł                          | Premiera        |
| -------------------------- | ------------------------------------------------------- | ------------------ | ---------------------------------------- | --------------- |
|                            |                                                         |                    |                                          |                 |
| FILM PEŁNOMETRAŻOWY (2005) |                                                         |                    |                                          |                 |
|                            |                                                         |                    |                                          |                 |
| F02                        | Tomek i Przyjaciele – Jak lokomotywy uratowały lotnisko | 2006               | Thomas and Friends – Calling All Engines | 6 września 2005 |
| F02                        | Tomek i Przyjaciele – Jak lokomotywy uratowały lotnisko | 19 maja 2008 (DVD) | Thomas and Friends – Calling All Engines | 6 września 2005 |
|                            |                                                         |                    |                                          |                 |

### Seria dziewiąta (2005)
| Nr                     | Polski tytuł              | Angielski tytuł                |
| ---------------------- | ------------------------- | ------------------------------ |
|                        |                           |                                |
| SERIA DZIEWIĄTA (2005) |                           |                                |
|                        |                           |                                |
| 209                    | Piotrek i obraz           | Percy and the Oil Painting     |
|                        |                           |                                |
| 210                    | Tomek i tęcza             | Thomas and the Rainbow         |
|                        |                           |                                |
| 211                    | Mleczna droga Tomka       | Thomas's Milkshake Muddle      |
|                        |                           |                                |
| 212                    | Mocny Maciek              | Mighty Mac                     |
|                        |                           |                                |
| 213                    | Specjalne zadanie Meli    | Molly's Special Special        |
|                        |                           |                                |
| 214                    | Szacunek dla Gabrysia     | Respect for Gordon             |
|                        |                           |                                |
| 215                    | Tomek i urodzinowy piknik | Thomas and the Birthday Picnic |
|                        |                           |                                |
| 216                    | Melodyjna syrena          | Tuneful Toots                  |
|                        |                           |                                |
| 217                    | Tomek i sklep z zabawkami | Thomas and the Toy Shop        |
|                        |                           |                                |
| 218                    | Radek i dinozaur          | Rheneas and the Dinosaur       |
|                        |                           |                                |
| 219                    | Tomek i nowa lokomotywa   | Thomas and the New Engine      |
|                        |                           |                                |
| 220                    | Zapomniany Tobik          | Toby Feels Left Out            |
|                        |                           |                                |
| 221                    | Tomek bardzo się stara    | Thomas Tries His Best          |
|                        |                           |                                |
| 222                    | Magiczna lampa            | The Magic Lamp                 |
|                        |                           |                                |
| 223                    | Tomek i pomnik            | Thomas and the Statue          |
|                        |                           |                                |
| 224                    | Henio i maszt flagowy     | Henry and the Flagpole         |
|                        |                           |                                |
| 225                    | Emilka wie najlepiej      | Emily Knows Best               |
|                        |                           |                                |
| 226                    | Wolny dzień Tomka         | Thomas's Day Off               |
|                        |                           |                                |
| 227                    | Nowe wagony Tomka         | Thomas's New Trucks            |
|                        |                           |                                |
| 228                    | Damian i stara kopalnia   | Duncan and the Old Mine        |
|                        |                           |                                |
| 229                    | Odważny Tomek             | Bold and Brave                 |
|                        |                           |                                |
| 230                    | Odważny Sławek            | Skarloey the Brave             |
|                        |                           |                                |
| 231                    | Na pomoc Edkowi           | Saving Edward                  |
|                        |                           |                                |
| 232                    | Tomek i złoty orzeł       | Thomas and the Golden Eagle    |
|                        |                           |                                |
| 233                    | Trzymając się z Kubą      | Keeping Up with James          |
|                        |                           |                                |
| 234                    | Moc mąki                  | Flour Power                    |
|                        |                           |                                |

### Seria dziesiąta (2006)
| Nr                     | Polski tytuł                 | Angielski tytuł                   |
| ---------------------- | ---------------------------- | --------------------------------- |
|                        |                              |                                   |
| SERIA DZIESIĄTA (2006) |                              |                                   |
|                        |                              |                                   |
| 235                    | Śladem mąki                  | Follow That Flour                 |
|                        |                              |                                   |
| 236                    | Spokojna przejażdżka         | A Smooth Ride                     |
|                        |                              |                                   |
| 237                    | Tomek i odrzutowiec          | Thomas and the Jet Plane          |
|                        |                              |                                   |
| 238                    | Piotrek i wesołe miasteczko  | Percy and the Funfair             |
|                        |                              |                                   |
| 239                    | Zielony zawiadowca           | The Green Controller              |
|                        |                              |                                   |
| 240                    | Damian gubi dzwon            | Duncan Drops a Clanger            |
|                        |                              |                                   |
| 241                    | Kłopotliwe drzewko Tomka     | Thomas's Tricky Tree              |
|                        |                              |                                   |
| 242                    | Wolne popołudnie Tobika      | Toby's Afternoon Off              |
|                        |                              |                                   |
| 243                    | Jak dobrze być Gabrysiem     | It's Good to Be Gordon            |
|                        |                              |                                   |
| 244                    | Zwiedzanie wyspy             | Seeing the Sights                 |
|                        |                              |                                   |
| 245                    | Nieustraszony Frycek         | Fearless Freddie                  |
|                        |                              |                                   |
| 246                    | Nowy domek Tobika            | Toby's New Shed                   |
|                        |                              |                                   |
| 247                    | Wielki silny Henio           | Big Strong Henry                  |
|                        |                              |                                   |
| 248                    | Tomek w toffi                | Sticky Toffee Thomas              |
|                        |                              |                                   |
| 249                    | Którędy teraz?               | Which Way Now?                    |
|                        |                              |                                   |
| 250                    | Tomek i spadająca gwiazda    | Thomas and the Shooting Star      |
|                        |                              |                                   |
| 251                    | Edek i nowy dźwig            | Edward Strikes Out                |
|                        |                              |                                   |
| 252                    | Tomek i wiatr                | Topped Off Thomas                 |
|                        |                              |                                   |
| 253                    | Odważny Sławek               | Wharf and Peace                   |
|                        |                              |                                   |
| 254                    | Śnieżny przyjaciel Tomka     | Thomas's Frosty Friend            |
|                        |                              |                                   |
| 255                    | Emilka i specjalne wagony    | Emily and the Special Coaches     |
|                        |                              |                                   |
| 256                    | Tomek i barwy klubowe        | Thomas and the Colours            |
|                        |                              |                                   |
| 257                    | Tomek i urodzinowa przesyłka | Thomas and the Birthday Mail      |
|                        |                              |                                   |
| 258                    | Podstęp Damiana              | Duncan's Bluff                    |
|                        |                              |                                   |
| 259                    | Zaginione wagony             | Missing Trucks                    |
|                        |                              |                                   |
| 260                    | Tomek i skarb                | Thomas and the Treasure           |
|                        |                              |                                   |
| 261                    | Prawie najlepszy Kuba        | James the Second Best             |
|                        |                              |                                   |
| 262                    | Wycieczka Tomka i Sławka     | Thomas and Skarloey's Big Day Out |
|                        |                              |                                   |

### Seria jedenasta (2007)
| Nr                     | Polski tytuł                | Angielski tytuł              |
| ---------------------- | --------------------------- | ---------------------------- |
|                        |                             |                              |
| SERIA JEDENASTA (2007) |                             |                              |
|                        |                             |                              |
| 263                    | Tomek i gawędziarka         | Thomas and the Storyteller   |
|                        |                             |                              |
| 264                    | Śmieci Emilki               | Emily's Rubbish              |
|                        |                             |                              |
| 265                    | Marzenia                    | Dream On                     |
|                        |                             |                              |
| 266                    | Brudna robota               | Dirty Work                   |
|                        |                             |                              |
| 267                    | Straszny Hektor             | Hector the Horrid!           |
|                        |                             |                              |
| 268                    | Gabryś i inżynier           | Gordon and the Engineer      |
|                        |                             |                              |
| 269                    | Tomek i statek kosmiczny    | Thomas and the Spaceship     |
|                        |                             |                              |
| 270                    | Szczęśliwy dzień Henia      | Henry's Lucky Day            |
|                        |                             |                              |
| 271                    | Tomek i latarnia morska     | Thomas and the Lighthouse    |
|                        |                             |                              |
| 272                    | Tomek i wielkie żarty       | Thomas and the Big Bang      |
|                        |                             |                              |
| 273                    | Czary mary                  | Smoke and Mirrors            |
|                        |                             |                              |
| 274                    | Rejs Tomka                  | Thomas Sets Sail             |
|                        |                             |                              |
| 275                    | Niemądry Wojtuś             | Don't Be Silly, Billy        |
|                        |                             |                              |
| 276                    | Edek i pociąg pocztowy      | Edward and the Mail          |
|                        |                             |                              |
| 277                    | Zabawa w chowanego          | Hide and Peep                |
|                        |                             |                              |
| 278                    | Zwycięstwo Tobika           | Toby's Triumph               |
|                        |                             |                              |
| 279                    | Tomek i uciekający samochód | Thomas and the Runaway Car   |
|                        |                             |                              |
| 280                    | Kłopoty Tomka               | Thomas in Trouble            |
|                        |                             |                              |
| 281                    | Tomek i śmierdzący ser      | Thomas and the Stinky Cheese |
|                        |                             |                              |
| 282                    | Piotruś i zgubiony bagaż    | Percy and the Left Luggage   |
|                        |                             |                              |
| 283                    | Praca dla Damiana           | Duncan Does It All           |
|                        |                             |                              |
| 284                    | Pan Handel dyryguje         | Sir Handel in Charge         |
|                        |                             |                              |
| 285                    | Wesoła jazda                | Cool Truckings               |
|                        |                             |                              |
| 286                    | Dzyń – dzyń                 | Ding-A-Ling                  |
|                        |                             |                              |
| 287                    | Sławek i burza              | Skarloey Storms Through      |
|                        |                             |                              |
| 288                    | Umyj się!                   | Wash Behind Your Buffers!    |
|                        |                             |                              |

### Film pełnometrażowy (2008)
| Nr                         | Polski tytuł                           | Premiera                  | Angielski tytuł                          | Premiera        |
| -------------------------- | -------------------------------------- | ------------------------- | ---------------------------------------- | --------------- |
|                            |                                        |                           |                                          |                 |
| FILM PEŁNOMETRAŻOWY (2008) |                                        |                           |                                          |                 |
|                            |                                        |                           |                                          |                 |
| F03                        | Tomek i przyjaciele – Wielkie odkrycie | 9 października 2009 (DVD) | Thomas and Friends – The Great Discovery | 9 września 2008 |
|                            |                                        |                           |                                          |                 |

### Seria dwunasta (2008)
| Nr                    | Polski tytuł                   | Angielski tytuł                |
| --------------------- | ------------------------------ | ------------------------------ |
|                       |                                |                                |
| SERIA DWUNASTA (2008) |                                |                                |
|                       |                                |                                |
| 289                   | Tomek i billboard              | Thomas and the Billboard       |
|                       |                                |                                |
| 290                   | Pewny Edek                     | Steadie Eddie                  |
|                       |                                |                                |
| 291                   | Przesyłka specjalna Rózi       | Rosie's Funfair Special        |
|                       |                                |                                |
| 292                   | Bohater z gór                  | Mountain Marvel                |
|                       |                                |                                |
| 293                   | Pomyłka Henia                  | Henry Gets It Wrong            |
|                       |                                |                                |
| 294                   | Tomkowi jest za ciężko         | Heave Ho Thomas!               |
|                       |                                |                                |
| 295                   | Niezwykła niespodzianka Tobika | Toby's Special Surprise        |
|                       |                                |                                |
| 296                   | Wspaniała Emilka               | Excellent Emily                |
|                       |                                |                                |
| 297                   | Przyjęcie niespodzianka        | The Party Surpise              |
|                       |                                |                                |
| 298                   | Uratowany!                     | Saved You!                     |
|                       |                                |                                |
| 299                   | Damian i lot balonem           | Duncan and the Hot Air Balloon |
|                       |                                |                                |
| 300                   | Kuba da sobie radę             | James Works it Out             |
|                       |                                |                                |
| 301                   | Tramwajowe kłopoty             | Tram Trouble                   |
|                       |                                |                                |
| 302                   | Wyścig tyłem                   | Don't Go Back                  |
|                       |                                |                                |
| 303                   | Gabryś jedzie skrótem          | Gordon Takes a Shortcut        |
|                       |                                |                                |
| 304                   | Człowiek ze wzgórz             | The Man in the Hills           |
|                       |                                |                                |
| 305                   | Tomek i hamowanie              | Thomas Puts The Brakes On      |
|                       |                                |                                |
| 306                   | Piotruś i estrada              | Percy and the Bandstand        |
|                       |                                |                                |
| 307                   | Pojedynek sił                  | Push Me, Pull You!             |
|                       |                                |                                |
| 308                   | Najlepsi przyjaciele           | Best Friends                   |
|                       |                                |                                |

### Film pełnometrażowy (2009)
| Nr                         | Polski tytuł                        | Premiera                  | Angielski tytuł                        | Premiera        |
| -------------------------- | ----------------------------------- | ------------------------- | -------------------------------------- | --------------- |
|                            |                                     |                           |                                        |                 |
| FILM PEŁNOMETRAŻOWY (2009) |                                     |                           |                                        |                 |
|                            |                                     |                           |                                        |                 |
| F04                        | Tomek i przyjaciele – Bohater torów | 5 października 2012 (DVD) | Thomas and Friends – Hero of the Rails | 8 września 2009 |
|                            |                                     |                           |                                        |                 |

### Seria trzynasta (2010)
| Nr                     | Polski tytuł              | Angielski tytuł             |
| ---------------------- | ------------------------- | --------------------------- |
|                        |                           |                             |
| SERIA TRZYNASTA (2010) |                           |                             |
|                        |                           |                             |
| 309                    | Skrzypiący Karolek        | Creaky Cranky               |
|                        |                           |                             |
| 310                    | Lew Sodoru                | The Lion of Sodor           |
|                        |                           |                             |
| 311                    | Różowa lokomotywa         | Ticked Pink                 |
|                        |                           |                             |
| 312                    | Podwójne kłopoty          | Double Trouble              |
|                        |                           |                             |
| 313                    | Śliski Sodor              | Slippy Sodor                |
|                        |                           |                             |
| 314                    | Skoro świt                | The Early Bird              |
|                        |                           |                             |
| 315                    | Zabawa                    | Play Time                   |
|                        |                           |                             |
| 316                    | Tomek i prosiaczki        | Thomas and the Pigs         |
|                        |                           |                             |
| 317                    | Czytanie bajek            | Time for a Story            |
|                        |                           |                             |
| 318                    | Przesyłka Piotrusia       | Percy's Parcel              |
|                        |                           |                             |
| 319                    | Nowy gwizdek Tobika       | Toby's New Whistle          |
|                        |                           |                             |
| 320                    | Kwitnący bałagan          | A Blooming Mess             |
|                        |                           |                             |
| 321                    | Tomek i pogoń za latawcem | Thomas and the Runaway Kite |
|                        |                           |                             |
| 322                    | W warsztacie              | Steamy Sodor                |
|                        |                           |                             |
| 323                    | Chlap, chlap, chlap!      | Splish Splash Splosh        |
|                        |                           |                             |
| 324                    | Najwspanialszy prezent    | The Biggest Present of All  |
|                        |                           |                             |
| 325                    | Sodor w śniegu            | Snow Tracks                 |
|                        |                           |                             |
| 326                    | Dobre uczynki Henia       | Henry's Good Deeds          |
|                        |                           |                             |
| 327                    | Pszczoły                  | Buzzy Bees                  |
|                        |                           |                             |
| 328                    | Pomocnik Hirek            | Hiro Helps Out              |
|                        |                           |                             |

### Film pełnometrażowy (2010)
| Nr                         | Polski tytuł                                   | Premiera       | Angielski tytuł                          | Premiera        |
| -------------------------- | ---------------------------------------------- | -------------- | ---------------------------------------- | --------------- |
|                            |                                                |                |                                          |                 |
| FILM PEŁNOMETRAŻOWY (2010) |                                                |                |                                          |                 |
|                            |                                                |                |                                          |                 |
| F05                        | Tomek i przyjaciele – Przygoda na Wyspie Mgieł | 6 grudnia 2010 | Thomas and Friends – Misty Island Rescue | 4 września 2010 |
|                            |                                                |                |                                          |                 |

### Seria czternasta (2010)
| Nr                      | Polski tytuł               | Angielski tytuł              |
| ----------------------- | -------------------------- | ---------------------------- |
|                         |                            |                              |
| SERIA CZTERNASTA (2010) |                            |                              |
|                         |                            |                              |
| 329                     | Wysoka przyjaciółka        | Thomas' Tall Friend          |
|                         |                            |                              |
| 330                     | Kuba w ciemności           | James in the Dark            |
|                         |                            |                              |
| 331                     | Nieświeża przesyłka        | Pingy Pongy Pick Up          |
|                         |                            |                              |
| 332                     | Karol i Edek               | Charlie and Eddie            |
|                         |                            |                              |
| 333                     | Tobik i świszczący las     | Toby and the Whistling Woods |
|                         |                            |                              |
| 334                     | Henio i BHP                | Henry's Health and Safety    |
|                         |                            |                              |
| 335                     | Specjalna przesyłka Diesla | Diesel's Special Delivery    |
|                         |                            |                              |
| 336                     | Strzelające korki          | Pop Goes Thomas              |
|                         |                            |                              |
| 337                     | Wiktor się zgadza          | Victor Says Yes              |
|                         |                            |                              |
| 338                     | Tomek dowodzi              | Thomas in Charge             |
|                         |                            |                              |
| 339                     | Być Piotrusiem             | Being Percy                  |
|                         |                            |                              |
| 340                     | Zimowe życzenie            | Merry Winter Wish            |
|                         |                            |                              |
| 341                     | Tomek i kapelusze          | Thomas and the Snowman Party |
|                         |                            |                              |
| 342                     | Szalony dzień Tomka        | Thomas' Crazy Day            |
|                         |                            |                              |
| 343                     | Wyprawa po drewno          | Jumping Jobi Wood!           |
|                         |                            |                              |
| 344                     | Tomek i Zgniotek           | Thomas and Scruff            |
|                         |                            |                              |
| 345                     | Och, co za zniewaga        | O the Indignity              |
|                         |                            |                              |
| 346                     | Figle i bigle              | Jitters and Japes            |
|                         |                            |                              |
| 347                     | Wesołej Wyspy Mgieł        | Merry Misty Island           |
|                         |                            |                              |
| 348                     | Magiczna skrzynia Henia    | Henry's Magic Box            |
|                         |                            |                              |

### Seria piętnasta (2011)
| Nr                     | Polski tytuł               | Angielski tytuł      |
| ---------------------- | -------------------------- | -------------------- |
|                        |                            |                      |
| SERIA PIĘTNASTA (2011) |                            |                      |
|                        |                            |                      |
| 349                    | Gabryś i Ferdynand         | Gordon and Ferdinand |
|                        |                            |                      |
| 350                    | Tobik i Szast              | Toby and Bash        |
|                        |                            |                      |
| 351                    | Emilka i Prast             | Emily and Dash       |
|                        |                            |                      |
| 352                    | Nowi przyjaciele Piotrusia | Percy's New Friends  |
|                        |                            |                      |
| 353                    | Edek bohater               | Edward the Hero      |
|                        |                            |                      |
| 354                    | Kuba na ratunek            | James to the Rescue  |
|                        |                            |                      |
| 355                    | Szczęśliwy Hirek           | Happy Hiro           |
|                        |                            |                      |
| 356                    | Balonowa przygoda          | Up, Up and Away      |
|                        |                            |                      |
| 357                    | Węgiel dla Henia           | Henry's Happy Coal   |
|                        |                            |                      |
| 358                    | Niech pada śnieg           | Let it Snow          |
|                        |                            |                      |
| 359                    | Niespodzianka              | Surprise, Surprise   |
|                        |                            |                      |
| 360                    | Wielki Szymek              | Spencer the Grand    |
|                        |                            |                      |
| 361                    | Zatrzymać autobus          | Stop that Bus!       |
|                        |                            |                      |
| 362                    | Przygoda z magnesem        | Stuck on You         |
|                        |                            |                      |
| 363                    | Szybka Basia               | Big Belle            |
|                        |                            |                      |
| 364                    | Kamil parowóz              | Kevin the Steamie    |
|                        |                            |                      |
| 365                    | Zepsuty gwizdek            | Wonky Whistle        |
|                        |                            |                      |
| 366                    | Piotruś w śniegu           | Percy the Snowman    |
|                        |                            |                      |
| 367                    | Kłopoty z choinką          | Tree Trouble         |
|                        |                            |                      |
| 368                    | Ognisty Felek              | Fiery Flynn          |
|                        |                            |                      |

### Film pełnometrażowy (2011)
| Nr                         | Polski tytuł                       | Premiera               | Angielski tytuł                         | Premiera         |
| -------------------------- | ---------------------------------- | ---------------------- | --------------------------------------- | ---------------- |
|                            |                                    |                        |                                         |                  |
| FILM PEŁNOMETRAŻOWY (2011) |                                    |                        |                                         |                  |
|                            |                                    |                        |                                         |                  |
| F06                        | Tomek i przyjaciele – Dzień diesli | 30 września 2013 (DVD) | Thomas and Friends – Day of the Diesels | 24 sierpnia 2011 |
|                            |                                    |                        |                                         |                  |

### Seria szesnasta (2012)
| Nr                     | Polski tytuł                 | Angielski tytuł                  |
| ---------------------- | ---------------------------- | -------------------------------- |
|                        |                              |                                  |
| SERIA SZESNASTA (2012) |                              |                                  |
|                        |                              |                                  |
| 369                    | Na ratunek                   | Race to the Rescue               |
|                        |                              |                                  |
| 370                    | Zepsuty Kręciołek            | Ol' Wheezy Wobbles               |
|                        |                              |                                  |
| 371                    | Ekspres jedzie tu            | Express Coming Through           |
|                        |                              |                                  |
| 372                    | Piotruś i potwór z Rybkowa   | Percy and the Monster of Brendam |
|                        |                              |                                  |
| 373                    | Wesoły bałwan                | Ho Ho Snowman                    |
|                        |                              |                                  |
| 374                    | Ale masz zdjęcie!            | Flash Bang Wallop                |
|                        |                              |                                  |
| 375                    | Tomek i pociąg ze śmieciami  | Thomas and the Rubbish Train     |
|                        |                              |                                  |
| 376                    | Tomek strachem na wrony      | Thomas Toots the Crows           |
|                        |                              |                                  |
| 377                    | Niech to zderzak!            | Bust My Buffers!                 |
|                        |                              |                                  |
| 378                    | Piotruś i Kaliope            | Percy and the Calliope           |
|                        |                              |                                  |
| 379                    | Tomek i dźwięki Sodor        | Thomas and the Sounds of Sodor   |
|                        |                              |                                  |
| 380                    | Niespodzianki dla Sylwka     | Salty's Surprise                 |
|                        |                              |                                  |
| 381                    | Dzień pełen niespodzianek    | Sodor Surprise Day               |
|                        |                              |                                  |
| 382                    | Emilka i zimowy festyn Sodor | Emily's Winter Party Special     |
|                        |                              |                                  |
| 383                    | Kłopoty z błotem             | Muddy Matters                    |
|                        |                              |                                  |
| 384                    | Marzenie Węcha               | Whiff's Wish                     |
|                        |                              |                                  |
| 385                    | Powitanie Stefka             | Welcome Stafford                 |
|                        |                              |                                  |
| 386                    | Daj spokój Wiktorowi!        | Don't Bother Victor!             |
|                        |                              |                                  |
| 387                    | Wszystkiego najlepszego!     | Happy Birthday, Sir!             |
|                        |                              |                                  |
| 388                    | Choinkowy ekspres            | The Christmas Tree Express       |
|                        |                              |                                  |

### Film pełnometrażowy (2012)
| Nr                         | Polski tytuł                                     | Premiera        | Angielski tytuł                            | Premiera        |
| -------------------------- | ------------------------------------------------ | --------------- | ------------------------------------------ | --------------- |
|                            |                                                  |                 |                                            |                 |
| FILM PEŁNOMETRAŻOWY (2012) |                                                  |                 |                                            |                 |
|                            |                                                  |                 |                                            |                 |
| F07                        | Tomek i przyjaciele – Tajemnica Niebieskiej Góry | 24 grudnia 2012 | Thomas and Friends – Blue Mountain Mystery | 3 września 2012 |
|                            |                                                  |                 |                                            |                 |

### Film pełnometrażowy (2013)
| Nr                         | Polski tytuł                                      | Premiera                | Angielski tytuł                          | Premiera              |
| -------------------------- | ------------------------------------------------- | ----------------------- | ---------------------------------------- | --------------------- |
|                            |                                                   |                         |                                          |                       |
| FILM PEŁNOMETRAŻOWY (2013) |                                                   |                         |                                          |                       |
|                            |                                                   |                         |                                          |                       |
| F08                        | Tomek i przyjaciele – Tajemnica zaginionej korony | 25 listopada 2013 (DVD) | Thomas and Friends – King of the Railway | 2 września 2013 (DVD) |
|                            |                                                   |                         |                                          |                       |

### Seria siedemnasta (2013)
| Nr                       | Polski tytuł                 | Angielski tytuł                   |
| ------------------------ | ---------------------------- | --------------------------------- |
|                          |                              |                                   |
| SERIA SIEDEMNASTA (2013) |                              |                                   |
|                          |                              |                                   |
| 389                      | Zrzędzący przyjaciel Kamila  | Kevin's Cranky Friend             |
|                          |                              |                                   |
| 390                      | Przemiana Zgniotka           | Scruff's Makeover                 |
|                          |                              |                                   |
| 391                      | Niesforny Wojtek             | Wayward Winston                   |
|                          |                              |                                   |
| 392                      | Gabryś bez wody              | Gordon Runs Dry                   |
|                          |                              |                                   |
| 393                      | Spokojnie Kingo!             | Calm Down Caitlin                 |
|                          |                              |                                   |
| 394                      | Parowóz Stefek               | Steamie Stafford                  |
|                          |                              |                                   |
| 395                      | Bohater Henia                | Henry's Hero                      |
|                          |                              |                                   |
| 396                      | Nowy przyjaciel Łukasza      | Luke's New Friend                 |
|                          |                              |                                   |
| 397                      | Zamiana                      | The Switch                        |
|                          |                              |                                   |
| 398                      | Nie teraz, Czarku!           | Not Now, Charlie                  |
|                          |                              |                                   |
| 399                      | Zagubiona para               | The Lost Puff                     |
|                          |                              |                                   |
| 400                      | Sposób Tomka                 | The Thomas Way                    |
|                          |                              |                                   |
| 401                      | Nawiedzony ekspres           | The Phantom Express               |
|                          |                              |                                   |
| 402                      | Szczęśliwy dzień Piotrusia   | Percy's Lucky Day                 |
|                          |                              |                                   |
| 403                      | Wiluś czy Benio?             | Bill or Ben?                      |
|                          |                              |                                   |
| 404                      | Za dużo pojazdów strażackich | Too Many Fire Engines             |
|                          |                              |                                   |
| 405                      | Tomek i jego pług            | No Snow for Thomas                |
|                          |                              |                                   |
| 406                      | Parowóz świętego Mikołaja    | Santa's Little Engine             |
|                          |                              |                                   |
| 407                      | Ozdoby świąteczne            | The Missing Christmas Decorations |
|                          |                              |                                   |
| 408                      | Zamarznięta obrotnica        | The Frozen Turntable              |
|                          |                              |                                   |
| 409                      | Daleko od morza              | Away From the Sea                 |
|                          |                              |                                   |
| 410                      | Na ryby                      | Gone Fishing                      |
|                          |                              |                                   |
| 411                      | Herbatkowy ekspres           | The Afternoon Tea Express         |
|                          |                              |                                   |
| 412                      | Pociąg z rybami              | The Smelly Kipper                 |
|                          |                              |                                   |
| 413                      | Nie będę już miły            | No More Mr. Nice Engine           |
|                          |                              |                                   |
| 414                      | Droga na skróty              | Thomas' Shortcut                  |
|                          |                              |                                   |

### Seria osiemnasta (2014)
| Nr                      | Polski tytuł             | Angielski tytuł                 |
| ----------------------- | ------------------------ | ------------------------------- |
|                         |                          |                                 |
| SERIA OSIEMNASTA (2014) |                          |                                 |
|                         |                          |                                 |
| 415                     | Stary niezawodny Edek    | Old Reliable Edward             |
|                         |                          |                                 |
| 416                     | Niezbyt szybkie wagony   | No So Slow Coaches              |
|                         |                          |                                 |
| 417                     | Wagony strachu           | Flatbeds of Fear                |
|                         |                          |                                 |
| 418                     | Znikające diesle         | Disappearing Diesels            |
|                         |                          |                                 |
| 419                     | Sygnał Tobika            | Signals Crossed                 |
|                         |                          |                                 |
| 420                     | Przygoda Anatola         | Toad's Adventure                |
|                         |                          |                                 |
| 421                     | Kaczor w wodzie          | Duck in the Water               |
|                         |                          |                                 |
| 422                     | Kaczor i sprytne wagony  | Duck and the Slip Coaches       |
|                         |                          |                                 |
| 423                     | Tomek w kamieniołomie    | Thomas the Quarry Engine        |
|                         |                          |                                 |
| 424                     | Tomek i linka alarmowa   | Thomas and the Emergency Cable  |
|                         |                          |                                 |
| 425                     | Damian i marudny pasażer | Duncan and the Grumpy Passenger |
|                         |                          |                                 |
| 426                     | Marianka i rura          | Marion and the Pipe             |
|                         |                          |                                 |
| 427                     | Tęsknota za Gatorem      | Missing Gator                   |
|                         |                          |                                 |
| 428                     | Nie ma pary bez węgla    | No Steam Without Coal           |
|                         |                          |                                 |
| 429                     | Ważny pasażer Szymka     | Spencer's VIP                   |
|                         |                          |                                 |
| 430                     | Wspaniały pomysł Anatola | Toad's Bright Idea              |
|                         |                          |                                 |
| 431                     | Dawny przyjaciel         | Long Lost Friend                |
|                         |                          |                                 |
| 432                     | Ostatni pociąg na Święta | Last Train for Christmas        |
|                         |                          |                                 |
| 433                     | Damian maruda            | Duncan the Humbug               |
|                         |                          |                                 |
| 434                     | Prezent idealny          | The Perfect Gift                |
|                         |                          |                                 |
| 435                     | Emilka ratuje świat      | Emily Saves the World           |
|                         |                          |                                 |
| 436                     | Tymek i tęczowy wagon    | Timothy and the Rainbow Truck   |
|                         |                          |                                 |
| 437                     | Marianka i dinozaury     | Marion and the Dinosaurs        |
|                         |                          |                                 |
| 438                     | Tu Samson, do usług      | Samson at Your Service          |
|                         |                          |                                 |
| 439                     | Samson na złomowisku     | Samson Sent for Scrap           |
|                         |                          |                                 |
| 440                     | Miłka i wulkan           | Millie and the Volcano          |
|                         |                          |                                 |

### Film pełnometrażowy (2014)
| Nr                         | Polski tytuł                             | Premiera               | Angielski tytuł                        | Premiera              |
| -------------------------- | ---------------------------------------- | ---------------------- | -------------------------------------- | --------------------- |
|                            |                                          |                        |                                        |                       |
| FILM PEŁNOMETRAŻOWY (2014) |                                          |                        |                                        |                       |
|                            |                                          |                        |                                        |                       |
| F09                        | Tomek i przyjaciele – Opowieść o odwadze | 29 września 2014 (DVD) | Thomas and Friends – Tale of the Brave | 1 września 2014 (DVD) |
|                            |                                          |                        |                                        |                       |

### Film pełnometrażowy (2015)
| Nr                         | Polski tytuł                                       | Premiera            | Angielski tytuł                                          | Premiera      |
| -------------------------- | -------------------------------------------------- | ------------------- | -------------------------------------------------------- | ------------- |
|                            |                                                    |                     |                                                          |               |
| FILM PEŁNOMETRAŻOWY (2015) |                                                    |                     |                                                          |               |
|                            |                                                    |                     |                                                          |               |
| F10                        | Tomek i przyjaciele – Przygoda się zaczyna         | 12 czerwca 2015     | Thomas and Friends – The Adventure Begins                | 3 marca 2015  |
|                            |                                                    |                     |                                                          |               |
| F11                        | Tomek i przyjaciele – Legenda o zaginionym skarbie | 3 października 2015 | Thomas and Friends – Sodor's Legend of the Lost Treasure | 17 lipca 2015 |
|                            |                                                    |                     |                                                          |               |

### Seria dziewiętnasta (2015)
| Nr                         | Polski tytuł                     | Angielski tytuł                       |
| -------------------------- | -------------------------------- | ------------------------------------- |
|                            |                                  |                                       |
| SERIA DZIEWIĘTNASTA (2015) |                                  |                                       |
|                            |                                  |                                       |
| 441                        | Kim jest Jurek?                  | Who's Geoffrey?                       |
|                            |                                  |                                       |
| 442                        | Prawda o Tobiku                  | The Truth About Toby                  |
|                            |                                  |                                       |
| 443                        | Zgubiony zegarek                 | Lost Property                         |
|                            |                                  |                                       |
| 444                        | Henio i ospa                     | Henry Spots Trouble                   |
|                            |                                  |                                       |
| 445                        | Karolek i Święta                 | A Cranky Christmas                    |
|                            |                                  |                                       |
| 446                        | Nie ma to jak w domu             | Snow Place Like Home                  |
|                            |                                  |                                       |
| 447                        | Bestia z Sodoru                  | The Beast of Sodor                    |
|                            |                                  |                                       |
| 448                        | Anatol i wieloryb                | Toad and the Whale                    |
|                            |                                  |                                       |
| 449                        | Bardzo ważne stado               | Very Important Sheep                  |
|                            |                                  |                                       |
| 450                        | Bosman na statku                 | Salty All at Sea                      |
|                            |                                  |                                       |
| 451                        | Trach i Ciach                    | Den and Dart                          |
|                            |                                  |                                       |
| 452                        | Na pomoc Hirkowi                 | Helping Hiro                          |
|                            |                                  |                                       |
| 453                        | Powolny Sławek                   | Slow Stephen                          |
|                            |                                  |                                       |
| 454                        | Dwa koła                         | Two Wheels Good                       |
|                            |                                  |                                       |
| 455                        | Czerwoni i niebiescy             | Reds vs Blues                         |
|                            |                                  |                                       |
| 456                        | Kto jest najlepszy               | Best Engine Ever!                     |
|                            |                                  |                                       |
| 457                        | Mały parowóz który lubił wyścigi | The Little Engine Who Raced Ahead     |
|                            |                                  |                                       |
| 458                        | Filip na ratunek                 | Philip to the Rescue                  |
|                            |                                  |                                       |
| 459                        | Świąteczne duchy Diesla: Część 1 | Diesel's Ghostly Christmas: Party One |
|                            |                                  |                                       |
| 460                        | Świąteczne duchy Diesla: Część 2 | Diesel's Ghostly Christmas: Party Two |
|                            |                                  |                                       |
| 461                        | Na pomoc Kamusiowi               | Rocky Rescue                          |
|                            |                                  |                                       |
| 462                        | Tomek opiekun dzieci             | Thomas the Babysitter                 |
|                            |                                  |                                       |
| 463                        | Po drugiej stronie wzgórza       | The Other Side of the Mountain        |
|                            |                                  |                                       |
| 464                        | Nie pomogę                       | No Help At All                        |
|                            |                                  |                                       |
| 465                        | Żegnaj Zawiadowco                | Goodbye Fat Controller                |
|                            |                                  |                                       |
| 466                        | Ratownictwo wodne                | Wild Water Rescue                     |

### Film pełnometrażowy (2016)
| Nr                         | Polski tytuł                        | Premiera                   | Angielski tytuł                     | Premiera         |
| -------------------------- | ----------------------------------- | -------------------------- | ----------------------------------- | ---------------- |
|                            |                                     |                            |                                     |                  |
| FILM PEŁNOMETRAŻOWY (2016) |                                     |                            |                                     |                  |
|                            |                                     |                            |                                     |                  |
| F12                        | Tomek i przyjaciele – Wielki wyścig | 20 października 2016 (DVD) | Thomas and Friends – The Great Race | 11 sierpnia 2016 |
|                            |                                     |                            |                                     |                  |

### Seria dwudziesta (2016)
| Nr                      | Polski tytuł                     | Angielski tytuł                                                |
| ----------------------- | -------------------------------- | -------------------------------------------------------------- |
|                         |                                  |                                                                |
| SERIA DWUDZIESTA (2016) |                                  |                                                                |
|                         |                                  |                                                                |
| 467                     | Śpiewający Zbyszek               | Sidney Sings                                                   |
|                         |                                  |                                                                |
| 468                     | Nowy przyjaciel Tobika           | Toby's New Friend                                              |
|                         |                                  |                                                                |
| 469                     | Henio prowadzi ekspres           | Henry Gets the Express                                         |
|                         |                                  |                                                                |
| 470                     | Diesel i kaczuszki               | Diesel and the Ducklings                                       |
|                         |                                  |                                                                |
| 471                     | Błażej wagon służbowy            | Bradford the Brake Van                                         |
|                         |                                  |                                                                |
| 472                     | Oszczędność czasu                | Saving Time                                                    |
|                         |                                  |                                                                |
| 473                     | Rysio i Dorotka                  | Ryan and Daisy                                                 |
|                         |                                  |                                                                |
| 474                     | Marudny Kuba                     | Pouty James                                                    |
|                         |                                  |                                                                |
| 475                     | Sztorm Nad Sodorem               | Blown Away                                                     |
|                         |                                  |                                                                |
| 476                     | Dorotka I Aktorzy                | The Way She Does It                                            |
|                         |                                  |                                                                |
| 477                     | Listy do Mikołaja                | Letters to Santa                                               |
|                         |                                  |                                                                |
| 478                     | Kochaj mnie jak brata            | Love Me Tender                                                 |
|                         |                                  |                                                                |
| 479                     | Dorotka i wagony                 | The Railcar and the Coaches                                    |
|                         |                                  |                                                                |
| 480                     | Żartownisie                      | Mucking About                                                  |
|                         |                                  |                                                                |
| 481                     | Ostrożny Kacper                  | Cautious Connor                                                |
|                         |                                  |                                                                |
| 482                     | Wszystko na próżno               | All in Vain                                                    |
|                         |                                  |                                                                |
| 483                     | Wygięte tory i skaczące parowozy | Buckled Tracks and Bumpy Trucks, Buckled Tracks and Bumpy Cars |
|                         |                                  |                                                                |
| 484                     | Ząb za ząb                       | Tit for Tat                                                    |
|                         |                                  |                                                                |
| 485                     | Gwizdek Michała                  | Mike's Whistle                                                 |
|                         |                                  |                                                                |
| 486                     | Użyteczne parowozy               | Useful Railway                                                 |
|                         |                                  |                                                                |
| 487                     | Henio w ciemności                | Henry in the Dark                                              |
|                         |                                  |                                                                |
| 488                     | Bajka o trzech koziołkach        | Three Steam Engines Gruff                                      |
|                         |                                  |                                                                |
| 489                     | Lokomotywa przyszłości           | Engine of the Future                                           |
|                         |                                  |                                                                |
| 490                     | Hugo i statek powietrzny         | Hugo and the Airship                                           |
|                         |                                  |                                                                |
| 491                     | Zagubiony pociąg naprawczy       | The Missing Breakdown Train                                    |
|                         |                                  |                                                                |
| 492                     | Szyper i syrena                  | Skiff and the Mermaid                                          |
|                         |                                  |                                                                |
| 493                     | Świąteczny dzbanek do kawy       | The Christmas Coffeepot                                        |
|                         |                                  |                                                                |
| 494                     | Wyścig Weteranów                 | Over the Hill                                                  |
|                         |                                  |                                                                |

### Film pełnometrażowy (2017)
| Nr                         | Polski tytuł                                  | Premiera                  | Angielski tytuł                           | Premiera         |
| -------------------------- | --------------------------------------------- | ------------------------- | ----------------------------------------- | ---------------- |
|                            |                                               |                           |                                           |                  |
| FILM PEŁNOMETRAŻOWY (2017) |                                               |                           |                                           |                  |
|                            |                                               |                           |                                           |                  |
| F13                        | Tomek i przyjaciele - Podróż poza wyspę Sodor | 9 października 2017 (DVD) | Thomas and Friends – Journey Beyond Sodor | 22 sierpnia 2017 |
|                            |                                               |                           |                                           |                  |

### Seria dwudziesta pierwsza (2017)
| Nr                               | Polski tytuł                              | Angielski tytuł                 |
| -------------------------------- | ----------------------------------------- | ------------------------------- |
|                                  |                                           |                                 |
| SERIA DWUDZIESTA PIERWSZA (2017) |                                           |                                 |
|                                  |                                           |                                 |
| 495                              | Wybryki Diesla                            | Springtime for Diesel           |
|                                  |                                           |                                 |
| 496                              | Niezwykłe lokomotywy                      | A Most Singular Engine          |
|                                  |                                           |                                 |
| 497                              | Ciężki dzień mamy Zawiadowcy              | Dowager Hatt's Busy Day         |
|                                  |                                           |                                 |
| 498                              | Gałąź w dźwigu                            | Stuck In Gear                   |
|                                  |                                           |                                 |
| 499                              | Obrażona lokomotywa                       | Runaway Engine                  |
|                                  |                                           |                                 |
| 500                              | Problemy z nagłośnieniem                  | PA Problems                     |
|                                  |                                           |                                 |
| 501                              | Szybka Hanna                              | Hasty Hannah                    |
|                                  |                                           |                                 |
| 502                              | Przepracowany Karolek                     | Cranky at the End of the Line   |
|                                  |                                           |                                 |
| 503                              | Nowy dźwig w porcie                       | New Crane on the Dock           |
|                                  |                                           |                                 |
| 504                              | Nieplanowane przystanki                   | Unscheduled Stops               |
|                                  |                                           |                                 |
| 505                              | Numer Filipa                              | Philip's Number                 |
|                                  |                                           |                                 |
| 506                              | Najszybsza czerwona lokomotywa na Sodorze | The Fastest Red Engine on Sodor |
|                                  |                                           |                                 |
| 507                              | Dom dla Edka                              | A Shed for Edward               |
|                                  |                                           |                                 |
| 508                              | Wielki mróz                               | The Big Freeze                  |
|                                  |                                           |                                 |
| 509                              | Emilka pośrodku                           | Emily in the Middle             |
|                                  |                                           |                                 |
| 510                              | Tymcio kruszy lód                         | Terence Breaks the Ice          |
|                                  |                                           |                                 |
| 511                              | Idealne święta Dorotki                    | Daisy's Perfect Christmas       |
|                                  |                                           |                                 |
| 512                              | Pomylone wagony                           | Confused Coaches                |
|                                  |                                           |                                 |

### Film pełnometrażowy (2018)
| Nr                         | Polski tytuł                                          | Premiera       | Angielski tytuł                                 | Premiera      |
| -------------------------- | ----------------------------------------------------- | -------------- | ----------------------------------------------- | ------------- |
|                            |                                                       |                |                                                 |               |
| FILM PEŁNOMETRAŻOWY (2018) |                                                       |                |                                                 |               |
|                            |                                                       |                |                                                 |               |
| F14                        | Tomek i przyjaciele - Wielki świat! Wielkie przygody! | 1 grudnia 2018 | Thomas and Friends – Big World! Big Adventures! | sierpień 2018 |
|                            |                                                       |                |                                                 |               |

### Seria dwudziesta druga (2018)
| Nr                            | Polski tytuł              | Angielski tytuł                |
| ----------------------------- | ------------------------- | ------------------------------ |
|                               |                           |                                |
| SERIA DWUDZIESTA DRUGA (2018) |                           |                                |
|                               |                           |                                |
| 513                           | Lokomotywa numer jeden    | Number One Engine              |
|                               |                           |                                |
| 514                           | Zawsze tak samo           | Forever and Ever               |
|                               |                           |                                |
| 515                           | Chaos bez opóźnień        | Confusion Without Delay        |
|                               |                           |                                |
| 516                           | Słonica                   | Trusty Trunky                  |
|                               |                           |                                |
| 517                           | Co potrafi Rebeka         | What Rebecca Does              |
|                               |                           |                                |
| 518                           | Tomek jedzie do Bollywood | Thomas Goes To Bollywood       |
|                               |                           |                                |
| 519                           | Tomek i panda wielka      | Thomas in the Wild             |
|                               |                           |                                |
| 520                           | Tomek i małpi pałac       | Thomas and the Monkey Palace   |
|                               |                           |                                |
| 521                           | Lokomotywa wielu kolorów  | An Engine of Many Colours      |
|                               |                           |                                |
| 522                           | Przewodnik Tomek          | Outback Thomas                 |
|                               |                           |                                |
| 523                           | Szkoła Kaczora            | School of Duck                 |
|                               |                           |                                |
| 524                           | Tygrysi problem           | Tiger Trouble                  |
|                               |                           |                                |
| 525                           | Uwierzę gdy zobaczę       | Seeing is Believing            |
|                               |                           |                                |
| 526                           | Trudne Przeprosiny        | Apology Impossible             |
|                               |                           |                                |
| 527                           | Koło wodne                | The Water Wheel                |
|                               |                           |                                |
| 528                           | Samson i fajerwerki       | Samson and the Fireworks       |
|                               |                           |                                |
| 529                           | Uciekający wagon          | Runaway Truck                  |
|                               |                           |                                |
| 530                           | Zwieręca arka Tomka       | Thomas' Animal Ark             |
|                               |                           |                                |
| 531                           | Cyklon Tomek              | Cyclone Thomas                 |
|                               |                           |                                |
| 532                           | Święta Z Kangurem         | Kangaroo Christmas             |
|                               |                           |                                |
| 533                           | Tomek i smok              | Thomas and The Dragon          |
|                               |                           |                                |
| 534                           | Czerwona Rózia            | Rosie is Red                   |
|                               |                           |                                |
| 535                           | Sprawa zagubionych części | The Case of The Puzzling Parts |
|                               |                           |                                |
| 536                           | Banjo i pożar w lesie     | Banjo and the Bushfire         |
|                               |                           |                                |
| 537                           | Nia i liczenie            | Counting on Nia                |
|                               |                           |                                |
| 538                           | Znajdź wagon              | Hunt the Truck                 |
|                               |                           |                                |

### Seria dwudziesta trzecia (2019)
| Nr                              | Polski tytuł                     | Angielski tytuł          |
| ------------------------------- | -------------------------------- | ------------------------ |
|                                 |                                  |                          |
| SERIA DWUDZIESTA TRZECIA (2019) |                                  |                          |
|                                 |                                  |                          |
| 539                             | Więcej dróg                      | Free the Roads           |
|                                 |                                  |                          |
| 540                             | Król bez korony                  | Crowning Around          |
|                                 |                                  |                          |
| 541                             | Znośne wagony                    | Chucklesome Trucks       |
|                                 |                                  |                          |
| 542                             | Inna duża lokomotywa             | The Other Big Engine     |
|                                 |                                  |                          |
| 543                             | Złote serce                      | Heart of Gold            |
|                                 |                                  |                          |
| 544                             | Batukada                         | Batucada                 |
|                                 |                                  |                          |
| 545                             | Gabryś się śmieje                | Gordon Gets the Giggles  |
|                                 |                                  |                          |
| 546                             | Tomek myli się                   | Thomas Makes a Mistake   |
|                                 |                                  |                          |
| 547                             | Diesel pracuje                   | Diesel Do Right          |
|                                 |                                  |                          |
| 548                             | Pojedynek                        | Grudge Match             |
|                                 |                                  |                          |
| 549                             | Parowozy na ratunek!             | Steam Team to the Rescue |
|                                 |                                  |                          |
| 550                             | Panika Piotrusia                 | Panicky Percy            |
|                                 |                                  |                          |
| 551                             | Uspokój się Shane                | Laid Back Shane          |
|                                 |                                  |                          |
| 552                             | Wszystkie tory prowadzą do Rzymu | All Tracks Lead to Rome  |
|                                 |                                  |                          |
| 553                             | Tajemnicze kopalnie              | Mines of Mystery         |
|                                 |                                  |                          |
| 554                             | Harcerze                         | Rangers of the Rails     |
|                                 |                                  |                          |
| 555                             | Szkoda że Cię nie ma             | Wish You Were Here       |
|                                 |                                  |                          |
| 556                             | Nie na miejscu                   | Out of Site              |
|                                 |                                  |                          |
| 557                             | Pierwszy dzień na Sodorze!       | First Day on Sodor!      |
|                                 |                                  |                          |
| 558                             | Solo Lorenzo                     | Lorenzo's Solo           |
|                                 |                                  |                          |
| 559                             | Głębokie kłopoty                 | Deep Trouble             |
|                                 |                                  |                          |
| 560                             | Za głośno, Tomku                 | Too Loud, Thomas         |
|                                 |                                  |                          |
| 561                             | Diesel Świeci                    | Diesel Glows Away        |
|                                 |                                  |                          |

### Film pełnometrażowy (2019)
| Nr                         | Polski tytuł           | Premiera | Angielski tytuł      | Premiera |
| -------------------------- | ---------------------- | -------- | -------------------- | -------- |
|                            |                        |          |                      |          |
| FILM PEŁNOMETRAŻOWY (2018) |                        |          |                      |          |
|                            |                        |          |                      |          |
| F15                        | Wykopaliska i odkrycia |          | Digs and Discoveries | 2019     |
|                            |                        |          |                      |          |

### Seria dwudziesta czwarta (2020)
| Nr                              | Polski tytuł                       | Angielski tytuł                      |
| ------------------------------- | ---------------------------------- | ------------------------------------ |
|                                 |                                    |                                      |
| SERIA DWUDZIESTA CZWARTA (2020) |                                    |                                      |
|                                 |                                    |                                      |
| 562                             | Najlepszy przyjaciel Emilki        | Emily's Best Friend                  |
|                                 |                                    |                                      |
| 563                             | Puchaty przyjaciel Tomka           | Thomas' Fuzzy Friend                 |
|                                 |                                    |                                      |
| 564                             | Wielki pokaz małych lokomotyw      | The Great Little Railway Show        |
|                                 |                                    |                                      |
| 565                             | Tomek i leśne parowozy             | Thomas and the Forest Engines        |
|                                 |                                    |                                      |
| 566                             | Emilka na ratunek                  | Emily to the Rescue                  |
|                                 |                                    |                                      |
| 567                             | Przemiana Shankara                 | Shankar's Makeover                   |
|                                 |                                    |                                      |
| 568                             | Nia i uparty słoń                  | Nia and the Unfriendly Elephant      |
|                                 |                                    |                                      |
| 569                             | Kuba, super parowóz                | James the Super Engine               |
|                                 |                                    |                                      |
| 570                             | Pechowy dzień Tomka                | Thomas' Not-So-Lucky Day             |
|                                 |                                    |                                      |
| 571                             | Wielki skok Asa                    | Ace's Brave Jump                     |
|                                 |                                    |                                      |
| 572                             | Druga szansa Sonny'ego             | Sonny's Second Chance                |
|                                 |                                    |                                      |
| 573                             | Tomek i warsztat wynalazcy         | Thomas and the Inventor's Workshop   |
|                                 |                                    |                                      |
| 574                             | Niesamowity most                   | The Inventor's Spectacular Bridge    |
|                                 |                                    |                                      |
| 575                             | Yong Bao i tygrys                  | Yong Bao and the Tiger               |
|                                 |                                    |                                      |
| 576                             | Gabryś i Rebeka, ekspres jedzie tu | Gordon and Rebecca, Coming Throught! |
|                                 |                                    |                                      |
| 577                             | Kenji znów na torach               | Kenji on the Rails Again             |
|                                 |                                    |                                      |
| 578                             | Cleo, auto-parowóz                 | Cleo the Road Engine                 |
|                                 |                                    |                                      |
| 579                             | Nia i dobry pomysł                 | Nia's Bright Idea                    |
|                                 |                                    |                                      |
| 580                             | Pierwszy śnieg Cleo                | Cleo's First Snow                    |
|                                 |                                    |                                      |
| 581                             | Zwierzęcy przyjaciele Tomka        | Thomas' Animal Friends               |
|                                 |                                    |                                      |
| 582                             | Tomek i królewski parowóz          | Thomas and the Royal Engine          |
|                                 |                                    |                                      |
| 583                             | Gość specjalny                     | A New Arrival                        |
|                                 |                                    |                                      |
| 584                             | Świat jutra                        | World of Tomorrow                    |
|                                 |                                    |                                      |

## Wersja polska

### Serie I-XI
Wersja polska: Studio Eurocom

Tekst:
- Maciej Wysocki (odc. 1-13, 40-52, 79-130),
- Agnieszka Wójcik (odc. 14-26),
- Anna Sienkiewicz (odc. 27-39, 183-262),
- Michał Urzykowski (odc. 53-78, 131-182, 263-288)

Czytał: Stefan Knothe

### Film Tomek i Przyjaciele – Jak Lokomotywy Uratowały Lotnisko
Opracowanie wersji polskiej: Studio Eurocom

Tekst: Anna Sienkiewicz

Czytał: Stefan Knothe

### Film Tomek i Przyjaciele – Wielkie Odkrycie
Wersja polska: na zlecenie HIT Entertainment – Studio Eurocom

Przekład: Michał Urzykowski

Dźwięk: Jerzy Wiśniewski

Reżyseria narracji: Andrius Kalvis

Opowiadał: Stefan Knothe

Wykonanie piosenek: Beata Wyrąbkiewicz, Weronika Łukaszewska, Marcin Mroziński

Teksty piosenek: Andrzej Gmitrzuk

Kierownik muzyczny: Marta Radwan

Realizacja nagrań: Jacek Gładkowski

### Seria XII
Wersja polska: Studio Sonica

Wystąpili:
- Stefan Knothe – Narrator
- Janusz Zadura – Tomek
- Przemysław Glapiński – Gruby Zawiadowca (Tobiasz Szyneczka)
- Waldemar Barwiński – Kuba
- Joanna Pach – Emilka
- Sławomir Pacek – Gabryś

i inni
Lektor tytułu serialu i tytułów odcinków: Stefan Knothe
Lektor tyłówki: Grzegorz Kwiecień

### Serie XIII-XXIV
Opracowanie wersji polskiej: na zlecenie MiniMini+ (odc. 309-414) / platformy nc+ (odc. 441-486, 493-538) / platformy CANAL+ (odc. 539-543) – Start International Polska

Reżyseria:
- Paweł Galia (odc. 309-414),
- Anna Apostolakis (odc. 441-492, 565-590),
- Hanna Makowska (odc. 539-540, 542, 545-555)

Dialogi polskie:
- Jakub Osiński (odc. 309-328, 349-414, 487-492, 539-540, 542, 545-555),
- Andrzej Wójcik (odc. 329-348)

Dźwięk i montaż:
- Jerzy Wierciński (odc. 309-414),
- Hanna Makowska (odc. 487-492)

Kierownik produkcji: Anna Krajewska

Wystąpili:
- Stefan Knothe – Narrator
- Janusz Zadura – Tomek
- Mikołaj Klimek – Gruby Zawiadowca (odc. 309-564)

oraz:
- Grzegorz Drojewski – Piotruś (odc. 309-434, 441-508, 514, 565, 569, 571-572, 575-576, 582, 584-586, 589-590)

i inni
Tekst piosenki czołówkowej i tyłówkowej:
- Andrzej Gmitrzuk (odc. 309-512)
- Jakub Osiński (odc. 513-590)

Kierownictwo muzyczne: Michał Skarżyński (odc. 539-540, 542, 545-555)
Wykonanie piosenek:
- Magdalena Krylik (piosenka czołówkowa i końcowa w odc. 309-414)
- Katarzyna Łaska (piosenka czołówkowa i końcowa w odc. 309-414)
- Beata Jankowska-Tzimas (piosenka czołówkowa i końcowa w odc. 309-414)
- Krzysztof Pietrzak (czołówka w odc. 513-590)
- Sebastian Machalski (czołówka i tyłówka w odc. 513-590)
- Lilka Wasserman (czołówka i tyłówka w odc. 513-590)
- Karol Kwiatkowski (czołówka i tyłówka w odc. 513-590)
- Milena Gąsiorek (czołówka i tyłówka w odc. 513-590)
- Beata Wyrąbkiewicz
- Adam Krylik

Lektor:
- Stefan Knothe (tytuł w odc. 309-512),
- Paweł Galia (tyłówka w odc. 309-414),
- Janusz Wituch (tyłówka w odc. 415-440),
- Marek Ciunel (tyłówka w odc. 441-486, 493-512),
- Paweł Bukrewicz (tyłówka w odc. 513-543)

### Serie XIII-XIV
Za polską wersję jezykową odpowiadają przedownicy pracy ze: Studia PRL na zlecenie Telewizji Puls

Kierownictwo produkcji:
- Agata Bornus (odc. 1, 3, 5, 8, 12-17, 22-25),
- Maciej Jastrzębski (odc. 2, 4-7, 9, 10-11, 18-21, 26)

Nagranie i montaż dźwięku: Damian Zubczyński

Czytał: Stefan Knothe

### Seria XIII
Wersja polska: Master Film na zlecenie TVN

Tekst:
- Aneta Michalczyk (odc. 1-2, 6, 8-11, 23-24),
- Karolina Kowalska (odc. 3, 7, 12-13, 15-16, 21-22, 26)
- Bartek Fukiet (odc. 4-5, 14, 20, 25)

Czytał: Stefan Knothe

### Serie XIII-XIV
Wersja polska: Studio Sonica

Tekst: Joanna Kuryłko

Czytał: Stefan Knothe

## Wydania DVD
| Nr                 | Tytuł                                           | Odcinki | Premiera                   |
| ------------------ | ----------------------------------------------- | --- | -------------------------- |
|                    |                                                 | |                            |
| FILM WYDANE NA DVD |                                                 | |                            |
|                    |                                                 | |                            |
| DVD1               | Tomek i przyjaciele – Pokaz sztucznych ogni     | 1. Tomek i pokaz sztucznych ogni 2. Nowy gwizdek Piotrka 3. Przygoda Emilki 4. Tomek śpieszy na ratunek 5. Głośna podróż Gabrysia | 5 listopada 2007 (DVD)     |
|                    |                                                 | |                            |
| DVD2               | Tomek i przyjaciele – Na tip top                | 1. Na tip top 2. Tomek, Emilka i pług śnieżny 3. Edek Wielki 4. Kuba dostaje nauczkę 5. Tomek dobrze się spisuje 6. Dasz radę Tobiku | 5 listopada 2007 (DVD)     |
|                    |                                                 | |                            |
| DVD3               | Tomek i przyjaciele – Tomek i cyrk              | 1. Tomek i cyrk 2. Piotrek i magiczny dywan 3. Wielka pomyłka Piotrka 4. Nie mówcie Tomkowi 5. Nowa trasa Emilki 6. Kurczaki do szkoły | 10 marca 2008 (DVD)        |
|                    |                                                 | |                            |
| DVD4               | Tomek i przyjaciele – Tomek przybywa na ratunek | 1. Tomek przybywa na ratunek 2. Gabryś rządzi 3. Tomek i tuba 4. Henio i drzewo życzeń 5. Zbyt gorąco dla Tomka 6. Nowe ubranko Kuby | 10 marca 2008 (DVD)        |
|                    |                                                 | |                            |
| DVD5               | Tomek i przyjaciele – Tomek i wiatr             | 1. Tomek i wiatr 2. Nieustraszony Frycek 3. Tomek i odrzutowiec 4. Spokojna przejażdżka 5. Śladem mąki 6. Piotrek i wesołe miasteczko | 23 marca 2009 (DVD)        |
|                    |                                                 | |                            |
| DVD6               | Tomek i przyjaciele – Tomek i skarb             | 1. Tomek i skarb 2. Edek i nowy dźwig 3. Tomek i urodzinowa przesyłka 4. Zielony zawiadowca 5. Prawie najlepszy Kuba 6. Wycieczka Tomka i Sławka | 12 maja 2009 (DVD)         |
|                    |                                                 | |                            |
| DVD7               | Tomek i przyjaciele – Nowy domek Tobika         | 1. Nowy domek Tobika 2. Tomek w toffi 3. Wielki silny Henio 4. Zwiedzanie wyspy 5. Tomek i spadająca gwiazda 6. Którędy teraz? | 1 października 2009 (DVD)  |
|                    |                                                 | |                            |
| DVD8               | Tomek i przyjaciele – Barwy klubowe             | 1. Tomek i barwy klubowe 2. Damian gubi dzwon 3. Wolne popołudnie Tobika 4. Kłopotliwe drzewko Tomka 5. Jak dobrze być Gabrysiem 6. Emilka i specjalne wagony | 23 sierpnia 2010 (DVD)     |
|                    |                                                 | |                            |
| DVD9               | Tomek i przyjaciele – Chlap, chlap, chlap!      | 1. Chlap, chlap, chlap! 2. Śliski Sodor 3. Sodor w śniegu 4. Zabawa 5. Nowy Gwizdek Tobika 6. Najwspanialszy prezent | 25 maja 2012 (DVD)         |
|                    |                                                 | |                            |
| DVD10              | Tomek i przyjaciele – Lew Sodoru                | 1. Lew Sodoru 2. Skoro świt 3. Tomek i prosiaczki 4. Czytanie bajek 5. Przesyłka Piotrusia 6. Kwitnący bałagan | 7 grudnia 2012 (DVD)       |
|                    |                                                 | |                            |
| DVD11              | Tomek i przyjaciele – Pogoń za latawcem         | 1. Pogoń za latawcem 2. W warsztacie 3. Dobre uczynki Henia 4. Pszczoły 5. Pomocnik Hirek 6. Podwójne kłopoty | 23 marca 2013 (DVD)        |
|                    |                                                 | |                            |
| DVD12              | Tomek i przyjaciele – Strzelające korki Tomka   | 1. Strzelające korki Tomka 2. Nieświeża przesyłka 3. Tomek dowodzi 4. Szalony dzień Tomka 5. Figle i bigle 6. Skrzypiący Karolek | 24 lutego 2014 (DVD)       |
|                    |                                                 | |                            |
| DVD13              | Tomek i przyjaciele – Chwiejne koła i gwizdki   | 1. Tobik i świszczący las 2. Wiktor się zgadza 3. Wyprawa po drewno 4. Tomek i Zgniotek 5. Och, co za zniewaga 6. Różowa lokomotywa | 29 maja 2014 (DVD)         |
|                    |                                                 | |                            |
| DVD14              | Tomek i przyjaciele – Szkolna przesyłka         | 1. Specjalna przesyłka Diesla 2. Być Piotrusiem 3. Henio i BHP 4. Karol i Edek 5. Kuba w ciemności 6. Tomek i kapelusze 7. Zimowe życzenia | 9 lutego 2015 (DVD)        |
|                    |                                                 | |                            |
| DVD15              | Tomek i przyjaciele – Dinozaury i odkrycia      | 1. Emilka ratuje świat 2.Samson na złomowisku 3.Tu Samson, do usług 4.Marianka i dinozaury 5.Miłka i wulkan 6.Tymek i tęczowy wagon | 20 kwietnia 2015 (DVD)     |
|                    |                                                 | |                            |
| DVD BOX            | Tomek i przyjaciele BOX 3                       | DVD-1 Opowieść o odwadze DVD-2 Szkolna przesyłka 1. Specjalna przesyłka Diesla 2. Być Piotrusiem 3. Henio i BHP 4. Karol i Edek 5. Kuba w ciemności 6. Tomek i kapelusze 7. Zimowe życzenia DVD-3 Chwiejne koła i gwiazdki 1. Tobik i świszczący las 2. Wiktor się zgadza 3. Wyprawa po drewno 4. Tomek i Zgniotek 5. Och, co za zniewaga 6. Różowa lokomotywa              | 15 października 2015 (DVD) |
|                    |                                                 | |                            |
| DVD16              | Tomek i przyjaciele – Silne przyciąganie        | 1. Przygoda z magnesem 2. Wielki Szymek 3. Szczęśliwy Hirek 4. Gabryś i Ferdynard 5. Tobik i Szast | 9 listopada 2015 (DVD)     |
|                    |                                                 | |                            |
| DVD17              | Tomek i przyjaciele – Wesołych świąt, Tomku!    | 1. Niech pada śnieg 2. Niespodzianka 3. Szybka Basia 4. Piotruś w śniegu 5. Kłopoty z choinką | 9 listopada 2015 (DVD)     |
|                    |                                                 | |                            |
| DVD18              | Tomek i przyjaciele – Centrum ratunkowe         | 1. Edek bohater 2. Kuba na ratunek 3. Węgiel dla Henia 4. Zatrzymać autobus! 5. Ognisty Felek | 19 stycznia 2016 (DVD)     |
|                    |                                                 | |                            |
| DVD19              | Tomek i przyjaciele – Hen, hen daleko!          | 1. Emilka i Prast 2. Nowi przyjaciele Piotrusia 3. Balonowa przygoda 4. Kamil parowóz 5. Zepsuty gwizdek | 19 stycznia 2016 (DVD)     |
|                    |                                                 | |                            |
| DVD BOX            | Tomek i przyjaciele BOX 3                       | DVD-1 Centrum ratunkowe 1. Edek bohater 2. Kuba na ratunek 3. Węgiel dla Henia 4. Zatrzymać autobus 5. Ognisty Felek DVD-2 Hen, hen daleko! 1. Emilka i Prast 2. Nowi przyjaciele Piotrusia 3. Balonowa przygoda 4. Kamil parowóz 5. Zepsuty gwizdek DVD-3 Silne przyciąganie 1.Przygoda z magnesem 2.Wielki Szymek 3.Szczęśliwy Hirek 4.Gabryś i Ferdynand 5.Tobik i Szast | 22 marca 2016 (DVD)        |
|                    |                                                 | |                            |
| DVD20              | Tomek i przyjaciele - Lokomotywa na start       | 1. Dwa koła 2. Czerwoni i niebiescy 3. Powolny Sławek 4. Mały parowóz który lubił wyścigi 5. Kto jest najlepszy 6. Filip na ratunek | 20 marca 2017 (DVD)        |
|                    |                                                 | |                            |
| DVD21              | Tomek i przyjaciele - Nadzwyczajne lokomotywki  | 1. Lokomotywa przyszłości 2. Hugo i statek powietrzny 3. Bajka o trzech koziołkach 4. Zagubiony pociąg naprawczy 5. Szyper i syrena 6. Henio w ciemności | 6 kwietnia 2017 (DVD)      |
|                    |                                                 | |                            |